# محمد صلاح
محمد صلاح حامد محروس غالي (مواليد 15 يونيو 1992) هو لاعب كرة قدم مصري، يلعب في مركز الجناح الأيمن مع نادي ليفربول في الدوري الإنجليزي الممتاز ومنتخب مصر. يُعد أحد أبرز اللاعبين العرب والأفارقة، حيث حصد العديد من الجوائز أبرزها جائزة أفضل لاعب في إنجلترا موسم 2017–18، و 2021–22، و 2024–25، و جائزة أفضل لاعب في إنجلترا من اتحاد كتاب كرة القدم موسم 2017–18، و 2021–22، و 2024–25، و جائزة هدف الموسم في الدوري الإنجليزي الممتاز لموسم 2017–18، و جائزة الحذاء الذهبي في الدوري الإنجليزي الممتاز (هداف الدوري الإنجليزي الممتاز) أعوام 2018، 2019 و2022.، و جائزة أفضل لاعب أفريقي لعامي 2017 و 2018، جائزة أفضل لاعب أفريقي بواسطة البي بي سي لعامي 2017 و 2018،  اختير من قبل مجلة تايم الأمريكية في عام 2019 ضمن أكثر 100 شخصية تأثيرًا في العالم.
بدأ مسيرته في صفوف الناشئين في نادي المقاولون العرب حتى تم تصعيده إلى الفريق الأول، ثم اتجه للاحتراف في أوروبا وانضم لنادي بازل السويسري وتشيلسي الإنجليزي وفيورنتينا وروما الإيطاليين وناديه الحالي ليفربول الإنجليزي. حقق صلاح مع ناديه الأوروبي الأول بازل العديد من الألقاب، فحصل معه على لقب دوري السوبر السويسري موسم 2012–2013، وجائزة أفضل لاعب في دوري السوبر السويسري لعام 2013، ثم انضم محمد صلاح إلى نادي تشيلسي الإنجليزي وحصل معهم على لقب الدوري الإنجليزي الممتاز موسم 2014–15 وكذلك كأس رابطة الأندية الإنجليزية المحترفة 2014–15 ولكنه لم يشارك بصفة أساسية مع الفريق ثم انتقل على سبيل الإعارة لنادي فيورنتينا الإيطالي ثم انتقل إلى نادي روما وشارك معه طوال موسمي 2015–16 و 2016–17 في 83 مباراة أحرز فيها 34 هدفاً.
وفي 2017 انضم لنادي ليفربول بصفقة بلغت 42 مليون يورو بالإضافة إلى 8 ملايين يورو كحوافز. ليصبح حينها أغلى لاعب عربي وأفريقي عبر التاريخ وثاني أغلى لاعب في تاريخ النادي، وحقق معهم موسمًا قويًا للغاية حيث اختير 3 مرات كلاعب الشهر في الدوري الإنجليزي، ونجح في تسجيل 44 هدفًا خلال موسم واحد ليصبح أحد أكبر هدافي الفريق من حيث عدد الأهداف في موسم واحد. وفي موسمه الثاني مع الفريق نجح صلاح أيضًا في تقديم مستوى متميز من خلال تسجيل 27 هدفًا وصناعة 10 أهداف والمساهمة في تتويج الفريق بدوري أبطال أوروبا.
وعلى المستوى الدولي لعب محمد صلاح مع منتخب مصر للشباب في كأس العالم للشباب 2011، ثم المنتخب الأوليمبي المصري في أولمبياد لندن 2012  وحصل جائزة أفضل لاعب صاعد في إفريقيا لعام 2012 ثم شارك مع المنتخب المصري الأول وكانت مباراته الدولية الأولى خلال التصفيات المؤهلة لكأس الأمم الأفريقية 2013 ضد سيراليون ثم شارك في التصفيات الأفريقية المؤهلة لكأس العالم 2014 والتصفيات المؤهلة لكأس الأمم الإفريقية 2015 ولم ينجح المنتخب المصري في التأهل لأي من البطولات الثلاث ولكن صلاح كان هداف التصفيات الإفريقية المؤهلة لكأس العالم 2014 بإحرازه 6 أهداف بالمشاركة مع أسامواه جيان ومحمد أبو تريكة. وتم اختياره ضمن فريق العام في إفريقيا في 2016. عقب ذلك نجح المنتخب المصري في التأهل لكأس الأمم الإفريقية 2017 ونجحوا في تلك البطولة في الوصول إلى نهائي البطولة لكن حققوا مركز الوصيف بعد الخسارة من الكاميرون بنتيجة 1–2 في النهائي وتم اختياره ضمن التشكيلة المثالية لكأس الأمم الإفريقية 2017. وشارك أيضاً بشكل فعال في تأهل المنتخب المصري لكأس العالم 2018 بعد غياب منذ كأس العالم 1990ـ وذلك من خلال تسجيله لهدفي فوز مصر على الكونغو بنتيجة 2–1 وهي المباراة التي ضمنت تأهل منتخب بلاده إلى المونديال.

## نشأته وحياته
ولد محمد صلاح في 15 يونيو 1992 في قرية نجريج التابعة لمدينة بسيون في محافظة الغربية، ولم يساعد الحظ صلاح على الالتحاق بجامعة كبيرة، بل فضل الانضمام إلى معهد اللاسلكي بسبب الظروف المالية الصعبة التي عاشها، بالإضافة إلى عشقه لكرة القدم، ولم يقدر على الالتحاق بالثانوية العامة في مدينة بسيون، بسبب رغبته في البقاء بالقاهرة للانضمام إلى نادي المقاولون العرب.

## مسيرته الكروية

### المقاولون العرب
بدأ صلاح مسيرته الكروية في أندية اتحاد بسيون وعثماثون طنطا، قبل أن ينضم ناشئًا في نادي المقاولون العرب عام 2006، حيث كانت أولى محطاته الإبداعية. خاض محمد صلاح أول مباراة له في الدوري المصري الممتاز في 3 مايو 2010 وكان في الثامنة عشر من عمره أمام نادي المنصورة في لقاء انتهى بالتعادل 1–1 وشارك صلاح بديلًا في هذا اللقاء. في موسم 2010–11، أصبح صلاح لاعباً أساسياً بالفريق، وسجل أول أهدافه في 25 ديسمبر 2010 أمام النادي الأهلي في لقاء انتهى بالتعادل 1–1. ساهمت قدراته ومهاراته العالية وسرعته الفائقة بجعله محل اهتمام وسائل الإعلام.
كان على وشك الانتقال لنادي الزمالك قبل الانتقال لصفوف نادي بازل السويسري، قبل أن يعرقِل انتقاله رئيس نادي الزمالك في هذا الوقت ممدوح عباس، معللاً رفضه بصغر سنه وقلة خبرته.

### بازل

#### موسم 2012–13

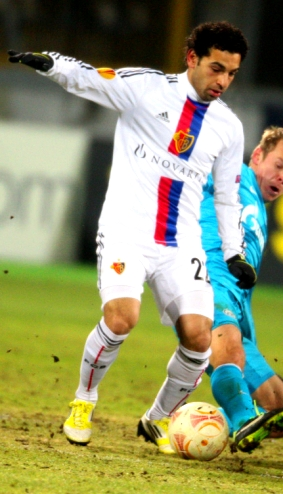
صلاح بقميص بازل ضد زينيت سانت بطرسبرغ ببطولة دوري أوروبا في مارس 2013.

في عام 2012 وبعد مستواه اللافت مع نادي المقاولون العرب، أتم بازل السويسري تعاقده مع صلاح في أبريل 2012 في الصفقة التي بلغت مليوني يورو حيث تابعه نادي بازل السويسري لبعض الوقت، وبعد أحداث كارثة ستاد بورسعيد قام بازل بترتيب مباراة ودية مع منتخب مصر تحت 23 سنة. أقيم اللقاء في 16 مارس 2012 بإستاد رانكوف في بازل. لم يشارك محمد صلاح إلا في الشوط الثاني فقط، لكنه سجل هدفين، وانتهت المباراة بفوز بازل بنتيجة 4–3. بعد اللقاء، دعى نادي بازل محمد صلاح ليتدرب مع الفريق الأول لمدة أسبوع، وفي 10 أبريل 2012، وقع محمد صلاح لنادي بازل السويسري، بعقد لمدة أربع سنوات ابتداءً من 15 يونيو 2012. وانتقل محمد صلاح إلى صفوف بازل السويسري في صفقة قياسية بالنسبة لنادى المقاولون العرب، حيث بلغت قيمة الصفقة 2 مليون يورو، بالإضافة إلى احتفاظ النادي المصري بنسبة إذا ما قرر بازل بيعه بالمستقبل.
لم يبدأ محمد صلاح مشاركاته مع بازل أساسياً، وإنما بدأها من مقاعد البدلاء، ففي 23 يونيو 2012 شارك في مباراة ضد ستيوا بوخارست الروماني في المباراة التي انتهت بهزيمة بازل 4–2. ثم لعب أول مباراة رسمية مع بازل في الدور التمهيدي من بطولة دوري أبطال أوروبا، ضد نادي مولده النرويجي في يوم 8 أغسطس 2012، ودخل بديلاً في الدقيقة 74. لم ينتظر محمد صلاح طويلاً ليسجل أول أهدافه في الدوري السويسري، ففي الأسبوع الثاني من منافسات الدوري، وأمام نادي لوزان سجل محمد صلاح الهدف الأول له والثاني لفريقه، مؤكداً فوز بازل باللقاء بنتيجة 2–0. استمر محمد صلاح بالتسجيل، لكن هذه المرة كان في الدور الربع النهائي من بطولة الدوري الأوروبي ففي 11 أبريل عام 2013، سجل أول أهدافه الأوروبية ضد توتنهام هوتسبير، ليتأهل فريقه بازل للدور المقبل بعدما تخطوا توتنهام هوتسبير بركلات الترجيح بعد التعادل 4–4 في مجموع المباراتين. وفي الدور نصف النهائي من بطولة الدوري الأوروبي، سجل محمد صلاح ضد تشيلسي على ملعب ستامفورد بريدج، ولكن بازل تعرضت للخسارة 2–5 في مجموع المباراتين. على الرغم من خيبة الأمل في المنافسات الأوروبية، فاز بازل بموسم 2012–13 من الدوري السويسري، وحل وصيفاً في مسابقة كأس سويسرا. أصبح محمد صلاح محل اهتمام الصحف المصرية والعالمية، بعد مشاركته في بطولة دوري أوروبا، وتسجيله هدفين في مرمى كلا من توتنهام هوتسبير وتشيلسي الإنجليزيين. حصل محمد صلاح على لقب أفضل لاعب في الدوري السويسري عن عام 2013، كما حصل على جائزة الاتحاد الأفريقي لكرة القدم لأفضل لاعب صاعد في أفريقيا عام 2012.

#### موسم 2013–14
مع بداية موسم 2013–14، سجل محمد صلاح في أول ظهور ضد آرو في 13 يوليو 2013. وسجل أول هدف له في دوري أبطال أوروبا بعد شهر ضد نادي مكابي تل أبيب في الدور الثالث من التصفيات المؤهلة لدوري أبطال أوروبا. ثم سجل هدفين في مرمى بطل الدوري البلغاري الممتاز نادي لودوجوريتس رازجراد في الدور الفاصل. في 18 سبتمبر 2013، سجل محمد صلاح هدف التعادل ضد تشلسي في المباراة التي انتهت بفوز فريقه 2–1، على ملعب ستامفورد بريدج بالعاصمة الإنجليزية لندن. خلال مرحلة الإياب من دور المجموعات في دوري أبطال أوروبا، وتحديداً في 26 نوفمبر وعلى سانت جاكوب بارك، أكد صلاح موهبته وسجل مرة أخرى هدف الفوز الوحيد، ليفوز نادي بازل للمرة الثانية على نادي تشلسي. إجمالًا، قضى صلاح مع نادي بازل موسما ونصف خاض خلالها 79 مباراة محرزاً 20 هدفاً في مختلف البطولات.

### تشيلسي

#### موسم 2013–14

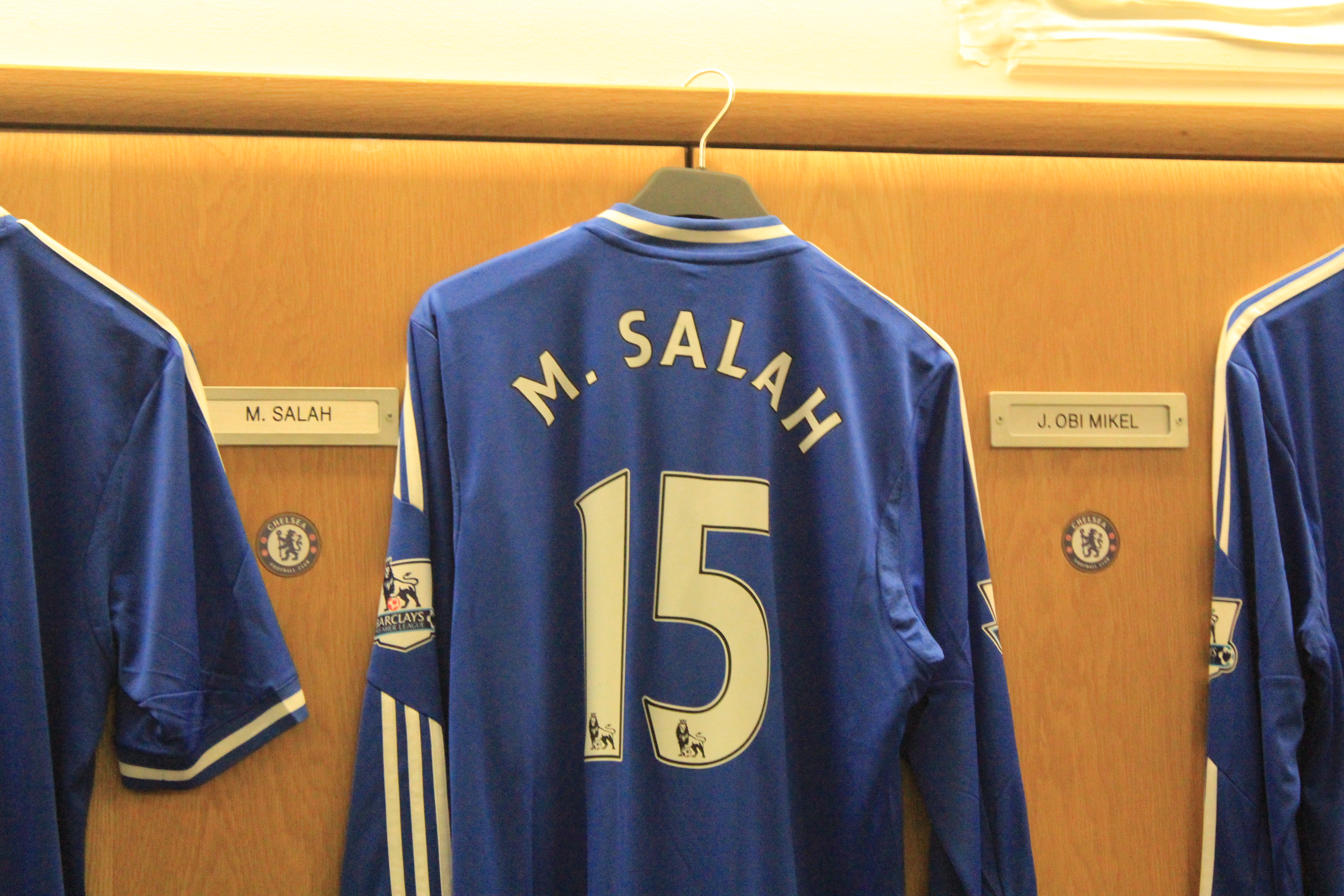
قميص صلاح في غرفة ملابس تشيلسي في موسم 2013–14

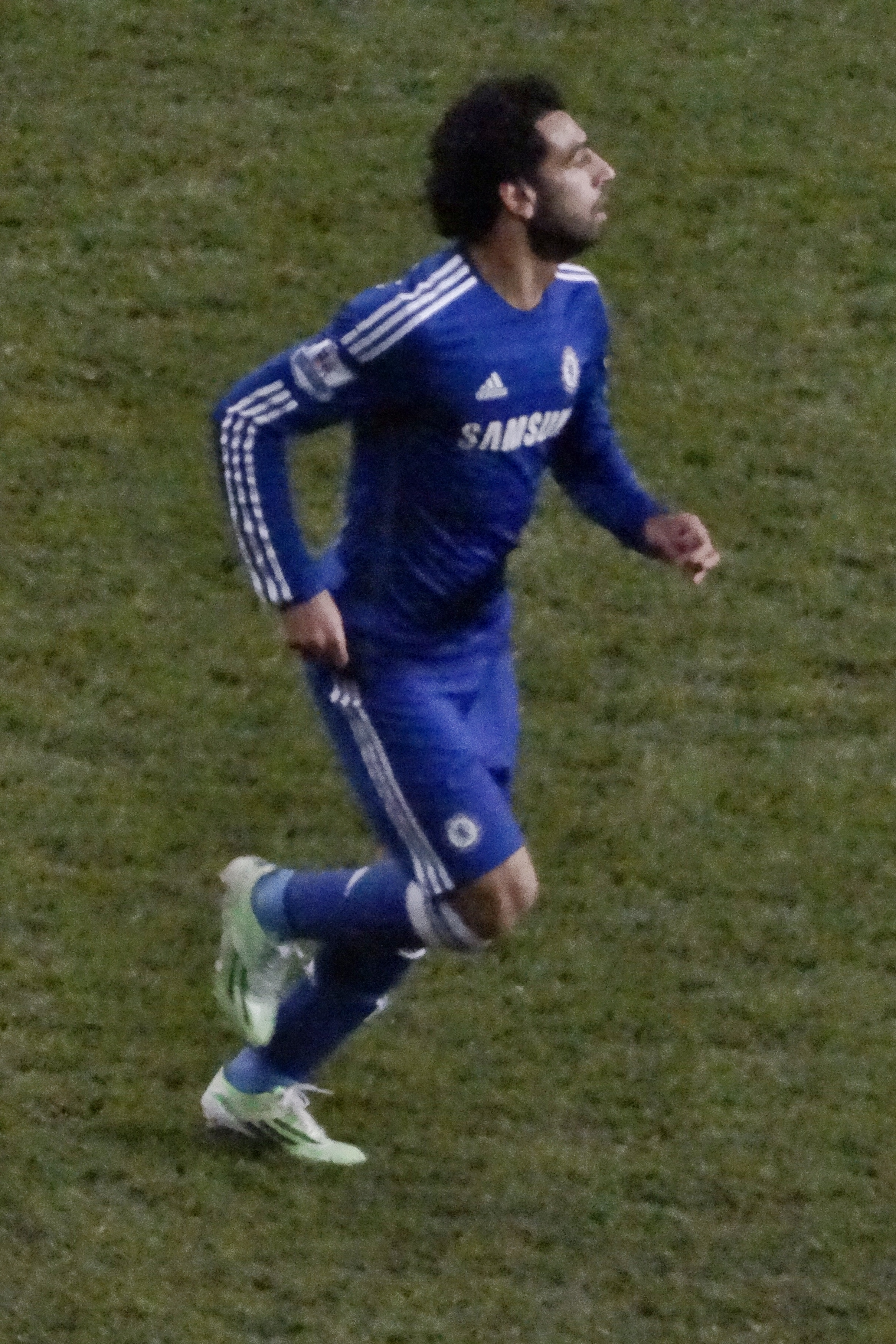
محمد صلاح مع تشيلسي ضد توتنهام هوتسبير

للمرة الثانية، صلاح بين عدة عروض أكثرهم جدية من ناديي تشيلسي وليفربول الإنجليزيين، وعلى عكس رغبة جميع متابعيه، جاء اختيار صلاح اللعب لأصحاب القميص الأزرق، ليكون أول مصري ينضم إلى نادي تشيلسي بينما كان يفضل جمهوره أن يذهب صلاح إلى نادي أقل من تشيلسي، لتكون فرصة اللعب أفضل. وفي 26 يناير 2014، أعلن نادي تشيلسي عن إتمام صفقة انتقال محمد صلاح إلى النادي اللندني، بصفقة لم يعلَن عنها، لكن قدرتها الصحافة الإنجليزية بما يقارب 11 مليون جنيه إسترليني أي ما يعادل 13.25 مليون يورو، واستطاع خطفه من نادي ليفربول الذي تفاوض معه لمدة تزيد عن شهرين. وفي 8 فبراير 2014 سجل صلاح ظهوره الأول مع تشيلسي حيث حل بديلًا في مباراة الفوز 3–0 على نيوكاسل يونايتد، وأحرز صلاح أول أهدافه مع فريق تشيلسي في مباراة أرسنال التي انتهت بنتيجة 6–0 لصالح تشيلسي على ملعب ستامفورد بريدج. وفي 5 أبريل 2014 افتتح صلاح التسجيل ثم حصل على ضربة جزاء أتى عن طريقها الهدف الثاني ثم قام بصناعة الهدف الثالث في فوز فريقه على ستوك سيتي بنتيجة 3–0، ولكن لم يجد صلاح فرصة للمشاركة كأساسي مع تشيلسي حيث شارك في بعض المباريات فقط وكان يشارك كبديلاً ولفترات قليلة جداً.

#### موسم 2014–15
في بداية الموسم بدت أوضاع صلاح غير مستقرة بعد أن قام بتقديم طلب للانتساب لأحد المعاهد الدراسية ليستكمل تعليمه ووافق وزير التعليم العالي المصري على ذلك ثم فوجئ صلاح بعد ذلك بتراجع الوزير عن قراره وقام بإلغاء انتساب محمد صلاح للمعهد بداعي عدم حصوله على الدرجات المطلوبة للالتحاق بالمعهد بالإضافة إلى عدم حضوره، وبذلك أصبح صلاح لا ينتسب لأي جامعة أو معهد وبالتالي أصبح مطلوباً للتجنيد لذلك ترددت أخبار بأنه مضطر أن يترك تشيلسي ويعود إلى مصر لتأدية الخدمة العسكرية، ولكن حُلَّت الأزمة عن طريق اجتماع مدرب المنتخب المصري في ذلك الحين شوقي غريب مع رئيس الوزراء المصري آنذاك إبراهيم محلب مع وزير التعليم العالي المصري.
في موسم صلاح الثاني مع تشيلسي قام اللاعب بتغيير قميصه من الرقم 15 إلى 17 بعد أن أصبح رقمه الأخير شاغراً بعد أن تركه اللاعب البلجيكي إدين هازارد ليرتدي الرقم 10، ولم يختلف موسم صلاح الثاني كثيراً عن الموسم الأول حيث شارك في ثلاث مباريات فقط طوال الموسم كان أولها يوم 13 سبتمبر 2014 ضد سوانزي سيتي حيث شارك في الدقائق الثمانية الأخيرة فقط كبديل للاعب الإسباني سيسك فابريغاس.

### فيورنتينا (إعارة)

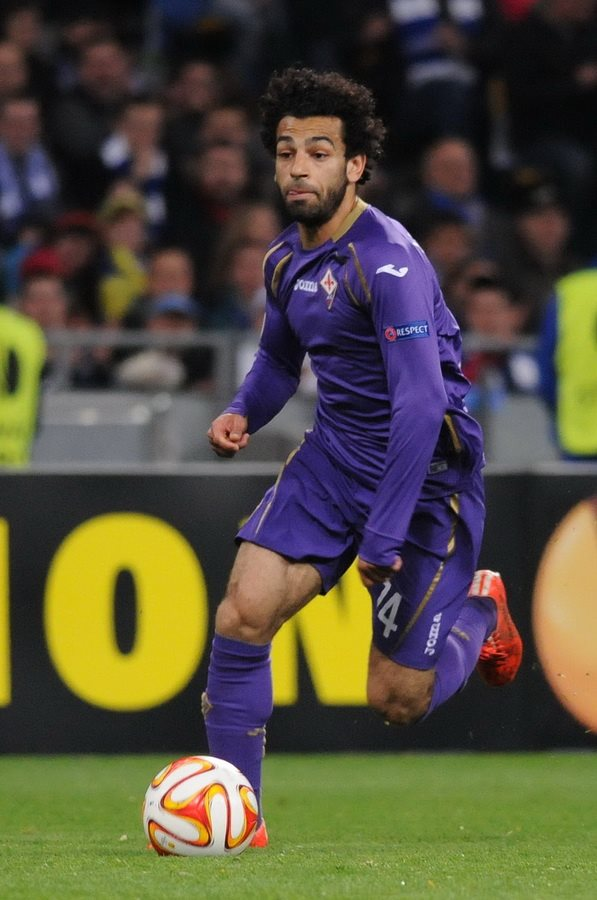
محمد صلاح مع فيورنتينا في 2015

لم تكن أوضاع صلاح في تشيلسي مرضية لطموحه ولا لجمهوره، فقد لازم دكة البدلاء لفترات طويلة لم يعتدها صلاح في مسيرته، لذا كان قراره بالرحيل، وفي يوم 3 فبراير 2015، انتقل محمد صلاح إلى نادي فيورنتينا الإيطالي على سبيل الإعارة لمدة ستة أشهر على أن يكون للنادي الحق في التجديد لموسم آخر، ويعتبر هذا الانتقال جزءاً من صفقة انتقال كوادرادو إلى تشيلسي. وقد شارك صلاح لأول مرة أمام أتلانتا في 8 فبراير 2015 في المباراة التي فازت فيها فيرونتينا 3–2، أحرز صلاح أول أهدافه مع فيورينتينا في مباراتهم ضد ساسولو والتي انتهت بفوز فيورنتينا بنتيجة 3–1. وكانت هي المباراة الثانية له والأولى كأساسي وفيها أحرز الهدف الأول وصنع الهدف الثاني. وسجل الهدف الثاني مع الفريق ضد تورينو بعد أن دخل بديل في دقيقة 66 وكان نتيجة التعادل السلبي فأحرز هدف التقدم لفريقه بدقيقة 85 وبعد دقيقتين عادل النتيجة الفريق الآخر لتنتهي 1–1. ولعب بديلًا ضد إنتر ميلان وتمكن من تسجيل الهدف الوحيد في المباراة ومنح فريقه الثلاث نقاط. وفي الدوري الأوروبي لعب محمد صلاح ذهاب وإياب دور ال16 أساسيًا ضد توتنهام وسجل الهدف الثاني في مباراة الإياب ليؤكد عبور فيورنتينا لدور الثمانية بنتيجة 3–1 في مجموع المباراتين. وفي أولى مبارياته في كأس إيطاليا، وتحديدًا في الدور نصف النهائي أمام يوفنتوس، أحرز محمد صلاح هدفين لفريقه لتنتهي المباراة بفوزهم بنتيجة 2–1. وأتت خسارة اليوفنتوس بأقدام صلاح بعد 47 مباراة متتالية على ملعبهم دون خسارة، كما أنه أول لاعب يحرز هدفين في شباك يوفنتوس في موسم 2014–15. ثم بعد مباراة مصر ضد غينيا الاستوائية الودية عاد محمد صلاح إلى ناديه وواصل التألق بإحراز الهدف الثاني في مرمى فريق سامبدوريا في الدوري الإيطالي، ولعب محمد صلاح مباراة الذهاب من نصف نهائي الدوري الأوروبي وفي هذه المباراة فاز فيورنتينا 0–2 وقدم صلاح أداء مميز في هذه المباراة ولعب لقاء إشبيلية وخسر الفريق 0–3 ورغم هذا اختير صلاح في التشكيلة المثالية.

### روما

#### موسم 2015–16 (إعارة)
ومع مطلع الموسم الكروي 2015–16 وتحديداً يوم 6 أغسطس 2015 انضم محمد صلاح إلى نادي روما الإيطالي على سبيل الإعارة قادماً من نادي تشيلسي لمدة عام واحد مع أحقية نادي روما في الشراء في المستقبل وذلك مقابل 5 ملايين يورو، وقدم نادي فيورنتينا شكوى إلى الاتحاد الدولي لكرة القدم ضد نادي تشيلسي ومحمد صلاح بداعي أن نادي تشيلسي انتهك عقده مع فيورنتينا عندما سمح لصلاح بالانضمام إلى روما وصدر الحكم بعد ذلك بعد انضمام صلاح إلى ليفربول وجاء في مصلحة صلاح وتشيلسي.
وبدأ صلاح موسمه بالتعادل 1–1 أمام هيلاس فيرونا، وفي 20 سبتمبر 2015 سجل صلاح هدفه الأول من الموسم ضد ساسولو لمساعدة روما على اقتناص نقطة حيث انتهت المباراة بالتعادل 2–2، وسجل في المباراتين التاليتين واللتين جاءتا على النحو التالي: الخسارة ضد سامبدوريا 2–1  والفوز ضد كاربي 5–1، وفي 25 أكتوبر 2015 عاد صلاح إلى ملعب أرتيميو فرانتشي ملعب ناديه السابق فيورنتينا، وسجل ضد فريقه السابق فيورنتينا لمساعدة روما في الفوز بالمباراة الرابعة على التوالي الدوري الإيطالي وفي نهاية الموسم حصل صلاح على جائزة لاعب الموسم في روما، بسبب موسمه الأول الممتاز حيث استطاع تسجيل 14 هدف في الدوري الممتاز الإيطالي أصبح بهم هداف فريقه وشارك في دوري أبطال أوروبا، وأحرز هدفاً وحيداً به وبذلك أحرز 15 هدف في الموسم، كما صنع ستة أهداف، ولعب صلاح أيضاً أمام الأندية الأوروبية الكبرى مثل نادي برشلونة ونادي ريال مدريد الإسبانيين وأحرز أهدافاً في بعضهم وأصبح أحد اللاعبين المهمين في فريق روما.

#### موسم 2016–17
وفي 3 أغسطس 2016 قام روما بشراء محمد صلاح من تشيلسي مقابل 15 مليون يورو، وكان موسم 2016–17 من أفضل مواسم صلاح حيث استطاع إحراز 19 هدف في الموسم منهم 15 في الدوري الإيطالي وهدفان في كأس إيطاليا وهدفان في الدوري الأوروبي في مرمى نادي ليون الفرنسي وبذلك احتل المركز الثاني في قائمة هدافي ناديه بعد إيدين دجيكوالذي نجح في إحراز 39 هدف في الموسم منهم 29 في الدوري الإيطالي و2 في كأس إيطاليا و8 في الدوري الأوروبي، كما قام بصناعة الأهداف حيث صنع 11 هدف لزملائه في الدوري الإيطالي معظمها لإيدين دجيكو وشكل معه ثنائياً وبذلك احتل صلاح المركز الثاني في الدوري الإيطالي في صناعة الأهداف بعد مهاجم نابولي خوسيه كاييخون الذي نجح في صناعة 12 هدف بفارق هدف واحد عن محمد صلاح، ويعد صلاح أكثر لاعبي روما في الموسم تشكيلاً للفرص على المرمى بحوالي 80 فرصة وثاني أكثر لاعب تسديداً على المرمى ب64 تسديده بعد إيدين دجيكو صاحب ال160 تسديده على المرمى كما سجل أول هاتريك له مع روما في فوزه على بولونيا بنتيجة 3–0 وذلك في 6 نوفمبر 2016 ولذلك اختير صلاح كأفضل لاعب في روما في الدوري الإيطالي موسم 2016–17.

### ليفربول

#### 2017–18: تحطيم الرقم القياسي والنجاح الفردي

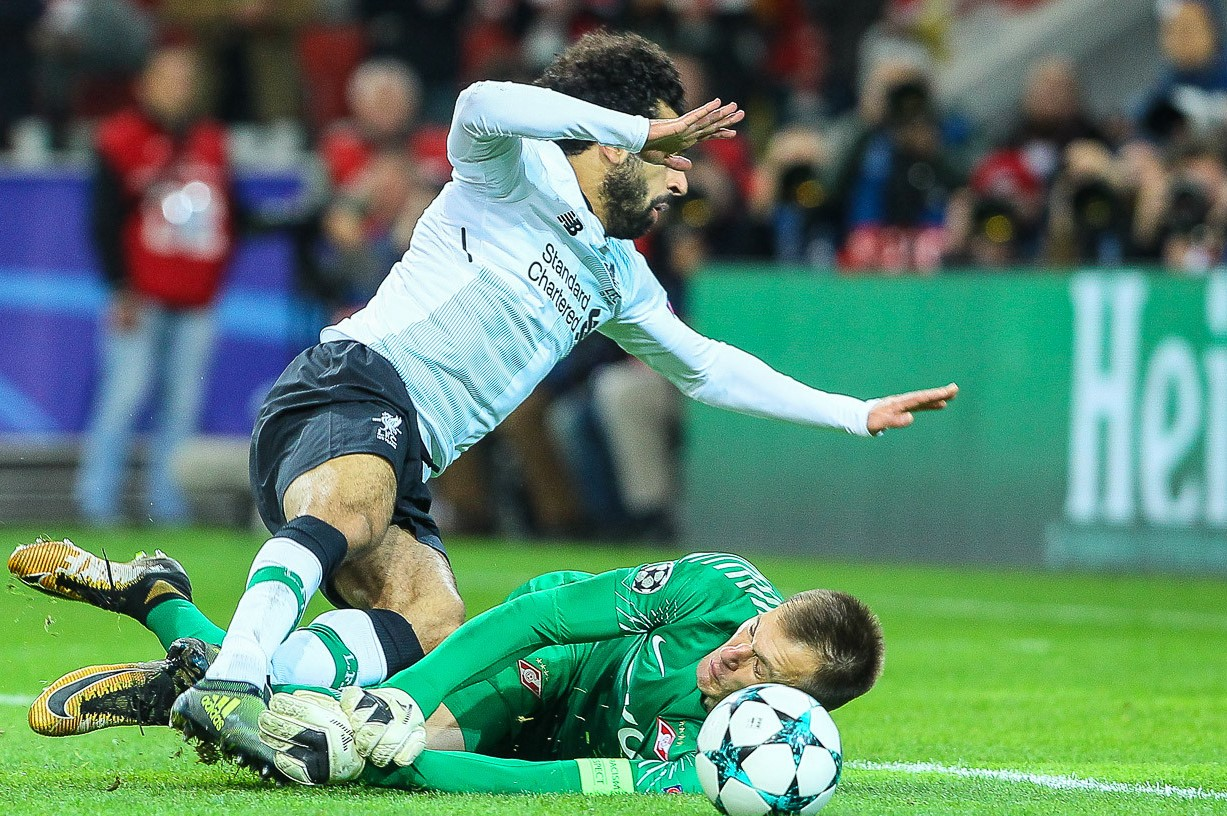
محمد صلاح بقميص ليفربول أمام سبارتك موسكو في دوري أبطال أوروبا 2017

وفي 22 يونيو 2017، –ونتيجة للتألق اللافت لصلاح في موسمه الأخير مع روما– أعلن نادي ليفربول الإنجليزي عن تعاقده مع محمد صلاح بصفقة تاريخية على جميع المستويات، حيث بلغت قيمة الصفقة 42 مليون يورو (36 مليون جنيه إسترليني) بالإضافة إلى 8 ملايين يورو تدخل من ضمن بند المكافآت. هذه الصفقة جعلت محمد صلاح أغلى صفقة في تاريخ نادي ليفربول، متفوقاً على الرقم القياسي السابق الذي كان بحوزة أندي كارول، والذي انضم في 2011 بصفقة بلغت 35 مليون جنيه إسترليني، قادماً من نادي نيوكاسل. أيضاً هذه الصفقة جعلت محمد صلاح أغلى لاعب أفريقي، بعد أن حطم رقم زميله في الفريق، السنغالي ساديو ماني، والذي انتقل في صيف 2016 قادماً من نادي نادي ساوثهامبتون مقابل 34 مليون جنيه إسترليني. استمر محمد صلاح بكسر الأرقام القياسية، وهذه المرة عندما أصبح أغلى لاعب عربي، متفوقاً على مهاجم ليستر سيتي الجزائري إسلام سليماني والذي قَدِمَ من نادي سبورتينغ لشبونة البرتغالي بصفقة كلفت ما يقارب 30 مليون جنيه استرليني، ويصبح بذلك أغلى لاعب عربي في تاريخ كرة القدم. علاوة على ذلك أصبح محمد صلاح صاحب أغلى صفقة بيع في تاريخ نادي روما الإيطالي، متفوقاً على البوسني ميراليم بيانيتش الذي رحل لصفوف يوفنتوس الإيطالي مقابل 32 مليون يورو في صيف 2016. وارتدى محمد صلاح القميص رقم 11 بعدما تنازل له زميله روبرتو فيرمينو البرازيلي عن الرقم في حين ارتدى فيرمينيو القميص رقم 9.

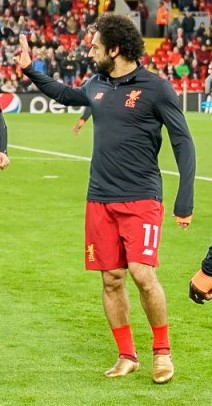
محمد صلاح في الإحماء قبل مباراة لليفربول في دوري أبطال أوروبا 2017–18

واستطاع صلاح منذ مباراته الأولى بل منذ شوطه الأول مع ليفربول أن يثبت أقدامه في التشكيلة الأساسية للفريق حيث استطاع في مباراته الأولى مع الفريق بتاريخ 14 يوليو 2017 أمام نادي ويجان أتليتيك أن يسجل هدفاً في المباراة الودية التي انتهت بالتعادل، 1–1 كما تمكن في مباراته الثالثة بتاريخ 22 يوليو من تسجيل هدف الفوز لفريقه في مرمى ليستر سيتي في المباراة التي انتهت بالفوز لليفربول بنتيجة 2–1، وسجل هدفه الثالث في مرمى هيرتا برلين في المباراة التي أقيمت في 29 يوليو وانتهت بفوز ليفربول بثلاثية نظيفة، وسجل صلاح هدفه الرابع مع ليفربول في فوزه بثلاثية نظيفة على بايرن ميونخ بتاريخ 1 أغسطس وذلك في نصف نهائي كأس أودي الودية، ومع بداية المباريات الرسمية كان صلاح علي موعد مع موسم تاريخي هو أفضل مواسمه ففي مباراته الرسمية الأولى في الدوري الإنجليزي في يوم 12 أغسطس تمكن صلاح من تسجيل هدف في مرمى واتفورد لتنتهي المباراة بالتعادل بثلاثة أهداف لكل فريق، وفي مباراته الثانية في دوري أبطال أوروبا سجل هدفاً في مرمي هوفنهايم الألماني، وفي مباراته الثالثة في الدوري سجل هدفاً في مرمى أرسنال بعد انطلاقة لمسافة 65 متر بسرعة 10 متر في الثانية أي ما يعادل 36 كيلومتر في الساعة، وقد اختير ذلك الهدف كأفضل هدف لنادي ليفربول في شهر أغسطس 2017. وتم اختيار محمد صلاح كأفضل لاعب في النادي في نفس الشهر.
واستمر صلاح على هذه الحال حتي تمكن في الجولة الحادية عشرة من الدوري الإنجليزي أن يصبح هداف البطولة بوصوله للهدف السابع، وفي 18 نوفمبر 2017 تمكن صلاح من تحقيق رقم قياسي كبير عندما سجل هدفين في مرمي نادي ساوثهامبتون رفع بهما رصيده إلى 9 أهداف ليعزز صدارته لقائمة هدافي الدوري الإنجليزي وذلك في 12 مباراة وبذلك حطم صلاح رقم أسطورة ليفربول روبي فاولر الذي تمكن من إحراز 8 أهداف في أول 12 مباراة للفريق في الدوري، وتمكن صلاح بعد ذلك من تعزيز صدارته لقائمة الهدافين بعدما سجل هدفًا في مرمي تشيلسي في مباراة التعادل 1–1 ليصل لهدفه العاشر في 13 مباراة، ويصبح أسرع لاعبي ليفربول عبر التاريخ وصولًا إلى 10 أهداف، وسجل هدفين في مرمى ستوك سيتي في مباراة فاز بها ليفربول 3–0، وظل صلاح هدافًا للبطولة حتى الجولة 19 برصيد 15 هدف وفي الجولة العشرين تمكن الإنجليزي هاري كين مهاجم توتنهام من تخطي صلاح حيث وصل إلى 18 هدف، وفي الجولة التالية وصل صلاح إلى الهدف ال17 بهدفيه في مرمي ليستر سيتي، ثم سجل هدفًا مهمًا في فوز فريقه علي مانشستر سيتي 4–3 في الجولة الثالثة والعشرين –والذي يعد أول خسارة لهذا النادي في البطولة– وفي نهاية الموسم تمكن صلاح من الفوز بجائزة هدَاف الدوري الإنجليزي الممتاز برصيد 32 هدفًا في 36 مباراة ليكون أول مصري يحصد الجائزة. وفي 17 مارس 2018 سجل محمد صلاح أول سوبر هاتريك (4 أهداف) له مع ناديه ليفربول ضد نادي واتفورد في مباراة الفوز 5–0. ليصبح أول لاعب عربي في التاريخ يحقق هذا الإنجاز. وفي 31 مارس 2018 حقق صلاح رقمين قياسيين بهدفه في مرمى كريستال بالاس في مباراة فوز فريقه بنتيجة 2–1 حيث صار صلاح أكثر لاعب إفريقي تسجيلًا للأهداف في موسم واحد من الدوري الإنجليزي برصيد 29 هدفًا بالتساوي مع النجم الإيفواري ديدييه دروجبا، ثم نجح في تخطي هذا الرقم بوصوله إلى 32 هدفًا بحلول نهاية الموسم. كما نجح صلاح في أن يصبح أكثر لاعب يسجل في عدد مختلف من المباريات في الموسم في تاريخ الدوري الإنجليزي برصيد 24 مباراة بعدما تخطى الهولندي روبن فان بيرسي الذي سجل في 21 مباراة مختلفة مع نادي أرسنال والبرتغالي كريستيانو رونالدو الذي حقق نفس الرقم مع نادي مانشستر يونايتد، ونجح صلاح أيضًا في تحقيق العديد من الأرقام القياسية الأخرى في هذا الموسم ومنها أنه أصبح أكثر اللاعبين تسجيلًا للأهداف بالقدم اليسرى في موسم واحد في تاريخ الدوري الإنجليزي، وهو ثاني أكثر اللاعبين تسجيلًا للأهداف في موسم واحد مع ليفربول عبر التاريخ برصيد 44 هدفًا بعد أسطورة النادي أيان راش الذي سجل 47 هدفًا، وصلاح أكثر اللاعبين تسجيلًا مع ليفربول في موسمه الأول، وبعد ذلك نجح صلاح في تخطى كل هذه الأرقام حيث وصل إلى 44 هدفًا في الموسم بواقع 32 في الدوري ليصبح أكثر لاعب تسجيلًا للأهداف في موسم واحد من الدوري الإنجليزي متخطيًا ألان شيرر وكريستيانو رونالدو ولويس سواريز أصحاب ال 31 هدفًا. وسجل صلاح هدفًا في كأس الاتحاد الإنجليزي بالإضافة إلى 11 هدف في دوري أبطال أوروبا بدوره التمهيدي، وسجل صلاح أهدافًا في الدوري الإنجليزي هذا الموسم أكثر من ثلاثة أندية في البطولة، وهي ويست بروميتش ألبيون (31 هدفاً) وسوانزي سيتي (28 هدفاً) وهدرسفيلد تاون (28 هدفاً).
وعلى المستوى الجماعي نجح صلاح مع فريقه في الحصول على المركز الرابع في الدوري الإنجليزي الممتاز برصيد 75 نقطة و84 هدفًا كثاني أقوى هجوم في البطولة بعد مانشستر سيتي الفائز باللقب والذي سجل 106 هدفًا، وساهم صلاح في 42 هدفًا من أهداف فريقه في الدوري مسجلًا 32 وصانعًا عشرة أهداف أي أنه ساهم في نصف أهداف فريقه في الدوري أي بنسبة 50%، ممَّا ساهم في حصول صلاح على جائزة أفضل لاعب في الدوري الإنجليزي 2018 من رابطة اللاعبين المحترفين.
ويعد أكبر إنجاز لصلاح مع ليفربول في هذا الموسم هو الوصول إلى نهائي دوري أبطال أوروبا لأول مرة منذ نهائي 2007 أي منذ 11 سنة، وحصل ليفربول على المركز الثاني بعدما هُزِمَ من نادي ريال مدريد الإسباني بنتيجة 3–1، في نهائي تعرض فيه محمد صلاح للإصابة في الكتف بعد تدخل مدافع ريال مدريد سيرخيو راموس الذي أقبض على ذراع صلاح ليسقط الأخير أرضاً بعد مرور نصف ساعة فقط من عمر اللقاء، ليسقط الأخير أرضاً، وبسبب خلع الكتف الذي أصاب صلاح تم استبداله بآدم لالانا بعد أربعة دقائق من لحظة سقوطه. مما أثر بالسلب في أداء فريقه وساهم في استقباله لثلاثة أهداف. حقق ليفربول في هذه البطولة رقمًا قياسيًّا بتسجيل 47 هدفًا كأكبر عدد من الأهداف في نسخة واحدة من دوري الأبطال، سجل منها صلاح 11 هدفًا بالتساوي مع زميله البرازيلي روبيرتو فيرمينو كأول هدَّافي ليفربول وثاني هدافي المسابقة بعد البرتغالي كريستيانو رونالدو مهاجم ريال مدريد الذي سجل 15 هدفًا. وسجل ثلاثي ليفربول الهجومي المتمثل في المصري محمد صلاح والبرازيلي روبيرتو فيرمينو والسنغالي ساديو ماني ما يبلغ مجموعه 32 هدفًا بواقع 11 هدفًا لصلاح ومثلهم لفيرمينو و10 أهدافٍ لماني، ليحقق الثلاثي رقمًا قياسيًّا كأكثر ثلاثي هجومي تسجيلًا للأهداف في تاريخ دوري أبطال أوروبا.

#### 2018–19: بطل دوري الأبطال وهداف الدوري للمرة الثانية

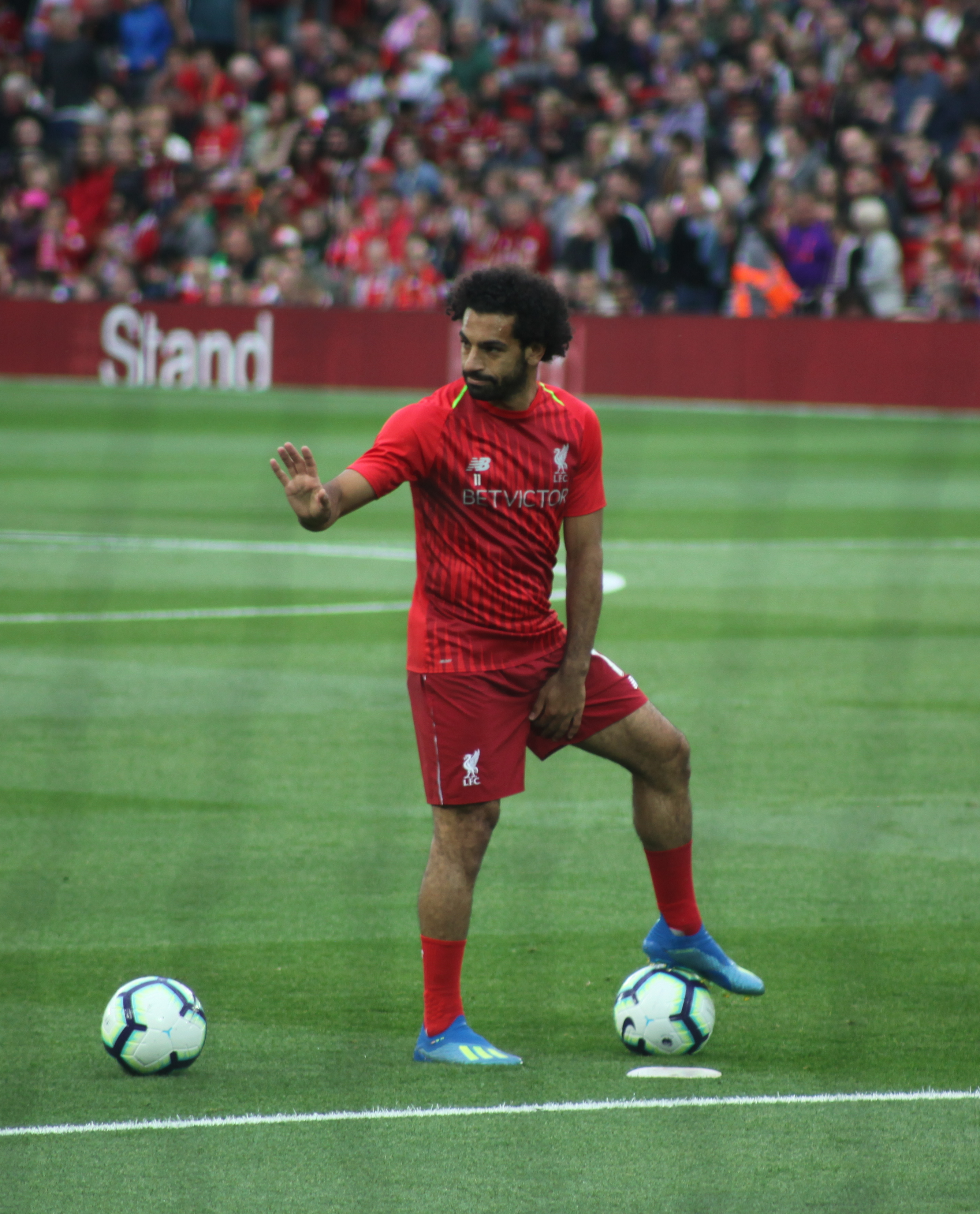
صلاح أثناء الاحماء قبل مباراة ما قبل الموسم في 7 أغسطس 2018.

في 2 يوليو 2018، وقع صلاح عقدًا جديدًا طويل الأجل مع ليفربول. المدير الفني يورغن كلوب قال إن الأخبار كانت مهمة كبيان نوايا فيما يتعلق بوضع ليفربول في عالم كرة القدم في جعل صلاح يلتزم النادي أكثر. في 12 أغسطس، سجل صلاح هدفه الأول هذا الموسم وأول هدف ليفربول الشامل لهذا الموسم، بفوزه 4–0 على وست هام يونايتد. في 20 أغسطس، فاز فريقه 2–0 على كريستال بالاس؛ حيث لعب صلاح دورًا في هدفي ليفربول. الفوز ركلة جزاء لأول مرة بعد ركله على ساقه مرتين، وتقديم تمريرة ليصنع هدف لساديو ماني للمرة الثانية. في 25 أغسطس، سجل صلاح الهدف الوحيد في فوز ليفربول 1–0 على برايتون.
في 30 أغسطس 2018، تم اختيار صلاح ضمن قائمة المرشحين «الثلاث رجال» كأفضل لاعب في العام في الاتحاد الأوروبي لكرة القدم، وجاء في المركز الثالث، وأدرج أيضًا في القائمة المختصرة المكونة من ثلاثة رجال ضمن قائمة أفضل لاعبي الاتحاد الأوروبي لكرة القدم (UEFA Forward of the Season)، وجاء في المركز الثاني. في 3 سبتمبر، تم اختياره ضمن القائمة المختصرة المكونة من ثلاثة لاعبين كأفضل لاعب في فيفا، وحصل على المركز الثالث. وسط الجدل والاحتجاج عبر الإنترنت، حصل صلاح على جائزة بوشكاش 2018 لهدف العام، حيث حقق هدف الفوز على ملعب أنفيلد في أول مباراة له مع ديربي الميرسيسايد. في 24 أكتوبر، سجل صلاح هدفين أمام النجم الأحمر بلغراد في دور المجموعات بدوري أبطال أوروبا، وكان هدفه الثاني هو هدفه ال 50 للنادي. من خلال 50 هدفًا في 65 مباراة، أصبح أسرع لاعب في تاريخ ليفربول يصل إلى نصف القرن.

في 8 ديسمبر، سجل صلاح ثلاثة أهداف في المباراة التي فاز فيها على بورنموث 4–0، ليقود ليفربول إلى قمة جدول الدوري. في 11 ديسمبر، سجل هدف الفوز 1–0 على نابولي في المباراة النهائية لمجموعة دوري أبطال أوروبا، والنتيجة هي تأهل ليفربول إلى الدور السادس عشر. في 19 يناير 2019، سجل هدفه رقم 50 في الدوري الممتاز بفارق 4–3 على كريستال بالاس، ووصل رصيده في 72 مباراة. وبذلك، أصبح رابع أسرع لاعب يحقق هذا الإنجاز، إلى جانب فرناندو توريس، وخلفًا فقط لأندي كول وآلان شيرر ورود فان نيستلروي.

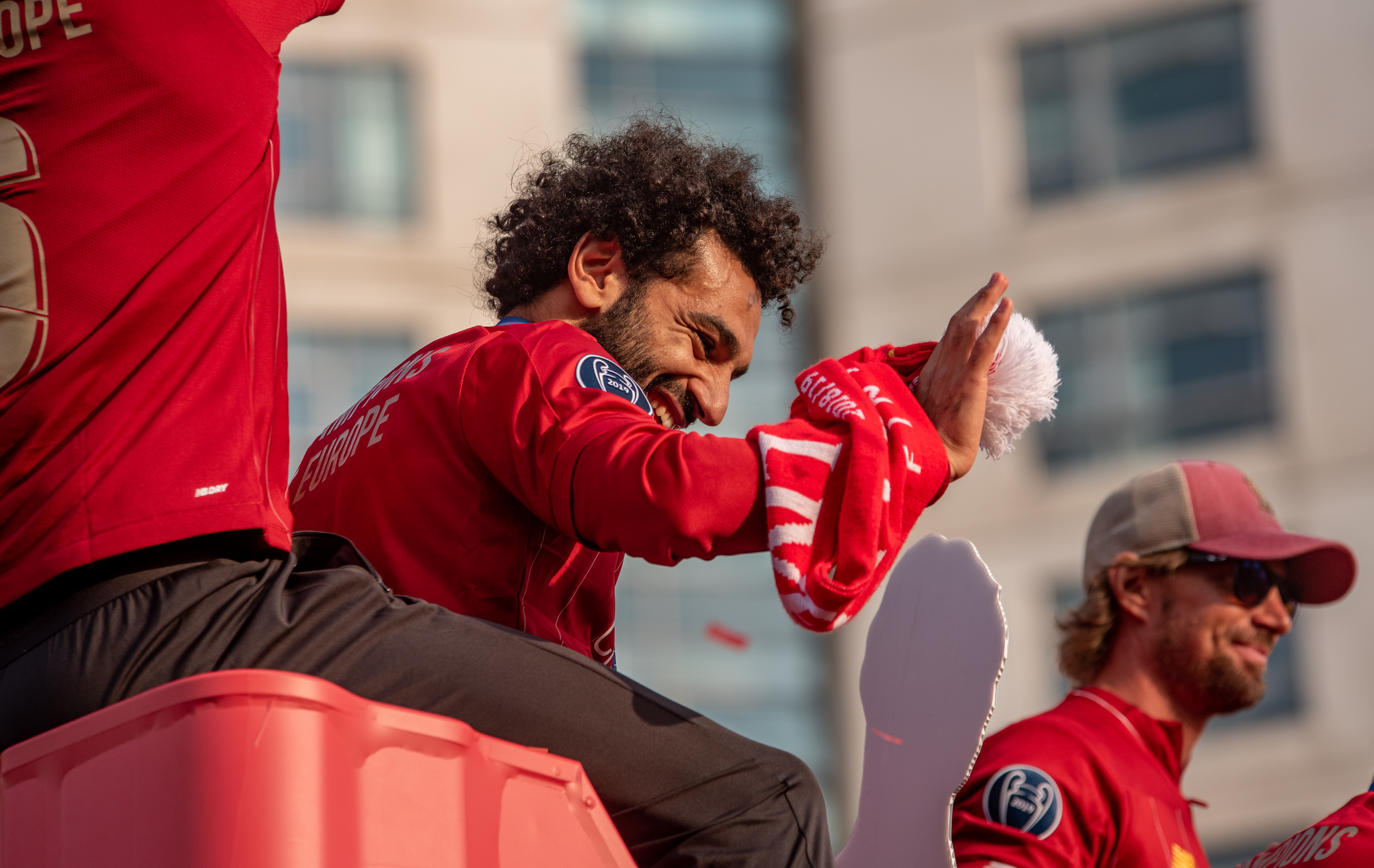
صلاح في استعراض كأس دوري أبطال أوروبا في شوارع ليفربول في اليوم التالي لنهائي الموافق 2 يونيو 2019.

في فبراير 2019، قال وست هام إنهم يحققون في شريط فيديو يُزعم أنه أظهر أن المشجعين يسيئون معاملة صلاح، بما في ذلك كونه مسلم. في 5 أبريل، سجل هدفه الـ 50 في الدوري الإنجليزي الممتاز لليفربول بفوزه بنتيجة 3–1 على ساوثهامبتون، وفي الوقت نفسه حطم الرقم القياسي لسجل توريس ليصبح أسرع لاعب في الوصول للنادي، وهو يفعل ذلك في ظهوره التاسع والستين. كما رأى أنه أصبح ثالث أسرع لاعب يصل إلى علامة فارقة لنادي واحد في عصر الدوري الممتاز، خلف شيرر لبلاكبرن روفرز، في 66 مباراة، وفان نيستلروي لمانشستر يونايتد، في 68 مباراة. في وقت لاحق من ذلك الشهر، سجل الهدف الثاني بفوزه 2–0 على تشيلسي مما ساعد ليفربول على الفوز في 26 مباراة تعادل رقم قياسي في الدوري الإنجليزي الممتاز؛ وثاني أعلى نادٍ على الإطلاق يفوز بالعودة في دوري الدرجة الأولى بعد الرقم القياسي 30 الذي سجله في عام 1979. وفي 26 أبريل، ظهر للمرة 100 مع ليفربول وحطم الرقم القياسي الذي سجله كل من روجر هانت وسام ريبولد للاعب الأكثر تسجيلًا للأهداف في القرن الأول من ظهوره للنادي، حيث سجل مرتين في فوز 5–0 على هيدرسفيلد ليرفع رصيده إلى 69 هدفًا، ثم حصل صلاح بعد ذلك على جائزة الحذاء الذهبي في الدوري الإنجليزي الممتاز للمرة الثانية على التوالي ولكن هذه المرة بالاشتراك مع الجابوني بيير إيمريك أوباميانغ لاعب أرسنال والسنغالي ساديو ماني زميله في ليفربول برصيد 22 هدفًا لكل منهم.
وفي تاريخ 1 يونيو استطاع النجم الدولي المصري تسجيل هدفه الشخصي الأول على الإطلاق في نهائي دوري أبطال أوروبا 2019 ضد توتنهام من ركلة جزاء ليقود بذلك فريقه ليفربول لتحقيق لقب دوري أبطال أوروبا للمرة السادسة في تاريخه.

#### 2019–20: بطل الدوري الإنجليزي الممتاز

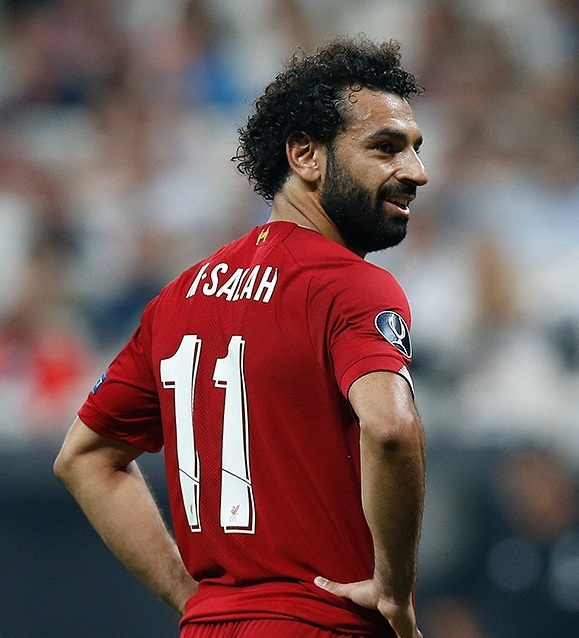
صلاح يلعب مع ليفربول في كأس السوبر الأوروبي 2019

في 9 أغسطس 2019، سجل صلاح هدف ليفربول الثاني في الفوز 4–1 على نورويتش سيتي في المباراة الافتتاحية لموسم الدوري الإنجليزي الممتاز 2019–20. في كأس السوبر الأوروبي 2019 في 14 أغسطس، سجل صلاح ركلة ليفربول الخامسة والحاسمة من ركلات الترجيح التي انتهت بالفوز 5–4 أمام تشيلسي، بعد انتهاء المباراة 2–2 في الأشواط الأصلية والإضافية. في ديسمبر، حل صلاح في المركز الخامس في جائزة الكرة الذهبية 2019، وشارك في المباراة رقم 100 له في الدوري الإنجليزي في وقت لاحق من الشهر، واحتفل بهذه المناسبة بهدف وصناعة في فوز ليفربول 3–0 على بورنموث ليصبح خامس أعلى هداف أفريقي في تاريخ الدوري الإنجليزي. في وقت لاحق من ذلك الشهر، فاز ليفربول بكأس العالم للأندية 2019، حيث حصل صلاح على جائزة الكرة الذهبية كأفضل لاعب في البطولة البطولة.
في 19 يناير 2020، سجل صلاح هدفه الأول بعد خمس لقاءات ضد غريمه الشرس مانشستر يونايتد في مباراة فوز ليفربول 2–0 على ملعب أنفيلد في الدوري الإنجليزي. في 29 يناير، سجل صلاح هدف ليفربول الافتتاحي في مباراة الفوز 2–0 على وست هام يونايتد، وهذا الفوز جعل النادي يفوز على جميع الفرق المشاركة في الدوري الإنجليزي لهذا الموسم – وهي المرة الأولى في تاريخ النادي يصل لهذا الإنجاز. في 7 مارس، سجل صلاح الهدف الافتتاحي في الفوز 2–1 على بورنموث حيث حقق ليفربول رقمًا قياسيًا في الدوري الإنجليزي بالفوز في 22 مباراة متتالية على أرضه. سجل صلاح هدفه العشرين في الموسم ليصبح أول لاعب من ليفربول يسجل 20 هدفًا في جميع المسابقات في ثلاثة مواسم متتالية منذ مايكل أوين بين 2000–01 و2002–03. مع هدفه الـ70 في الدوري الإنجليزي الممتاز في مباراة الـ100 مع ليفربول، أصبح أسرع لاعب في تاريخ الدوري الإنجليزي الممتاز يصل لهذا الرقم، وكسر الرقم السابع الذي كان يحمله فرناندو توريس (63 هدف في 100 مباراة).

#### 2020–21: 100 هدف مع ليفربول
سجل صلاح هاتريك في أولى مباريات ليفربول في الدوري الإنجليزي الممتاز والتي جمعته بليدز يونايتد على ملعب أنفيلد والتي أقيمت يوم 12 سبتمبر ليقود بذلك فريقه إلى فوز صعب بنتيجة 4–3. وبالتالي، أصبح أول لاعب من ليفربول يسجل في أربع مباريات افتتاحية متتالية للدوري من 2017–18 إلى 2020–21، والثاني في تاريخ الدوري الإنجليزي الممتاز، بعد تيدي شيرنغهام من 1992–93 إلى 1995–1996. كما أصبح أول لاعب يسجل هاتريك لليفربول في أول مباراة بالدوري منذ جون ألدريج أمام تشارلتون أثلتيك في موسم 1988–89.
في 17 أكتوبر 2020، سجل هدفه رقم 100 مع ليفربول في جميع المسابقات في مباراة التعادل 2–2 خارج أرضه أمام إيفرتون. بتسجيله هدفه رقم 100 في مباراته رقم 159، أصبح صلاح أول لاعب منذ ستيفن جيرارد في عام 2008 يصل إلى هذا الرقم، وثالث أسرع لاعب في تاريخ ليفربول بعد روجر هنت (100 هدف في 144 مباراة)، وجاك باركنسون (153 مباراة). صلاح هو أسرع لاعب يسجل 100 هدف مع ليفربول أثناء لعبة في الدوري الممتاز بشكل كامل، حيث أن بعض أهداف هنت وباركنسون جاءت في دوري الدرجة الثانية.
في 31 يناير 2021، سجل صلاح هدفين في مرمى وست هام وأصبح خامس لاعب من ليفربول يسجل أكثر من 20 هدفًا في جميع المسابقات في أربعة مواسم متتالية، والأول منذ أن فعله إيان راش ذلك ست مرات على التوالي من 1981–82 إلى 1986–87. بالإضافة إلى ذلك، تم التصويت لهدفه في الدقيقة 68 من تلك المباراة لاحقًا على أنه هدف الشهر في الدوري الإنجليزي الممتاز. في 24 أبريل، سجل هدفًا في التعادل 1–1 مع نيوكاسل يونايتد، ليصبح أول لاعب من ليفربول يسجل 20 هدفًا في ثلاث مواسم مختلفة في الدوري الإنجليزي. في 13 مايو، سجل هدفًا في الفوز 4–2 خارج أرضه على مانشستر يونايتد، ليكون أول فوز لفريقه خارج أرضه منذ مارس 2014. علاوة على ذلك، أصبح أيضًا اللاعب الوحيد الذي سجل في ملعب أولد ترافورد لصالح ليفربول في مباراتين مختلفتين في نفس الموسم، بعد أن سجل هدفين في الخسارة 3–2 في كأس الاتحاد الإنجليزي، منذ هاري شامبيرس في موسم 1920–21.

#### 2021–22: تجاوز الـ100 هدف في الدوري الإنجليزي

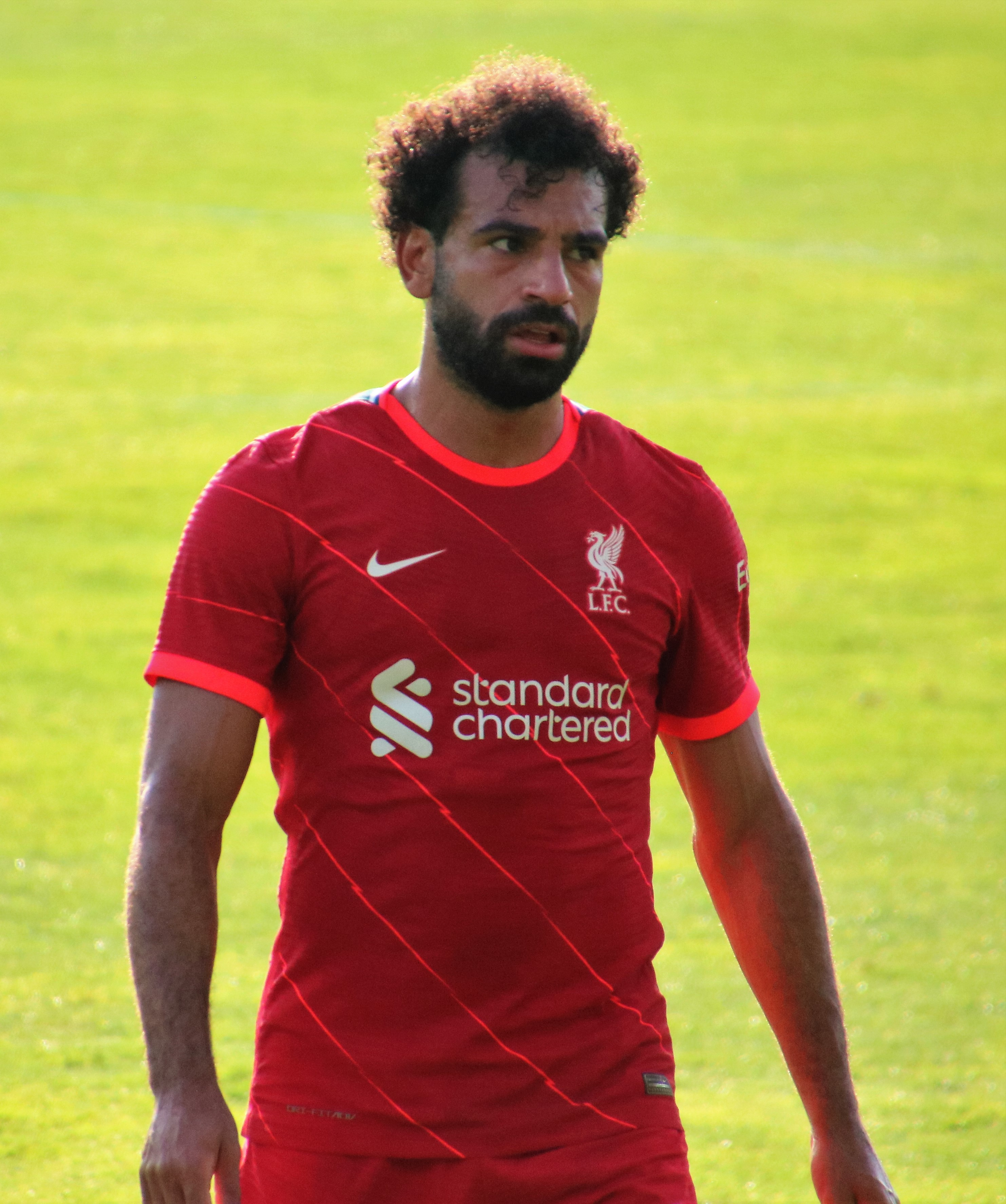
صلاح خلال مباراة ما قبل الموسم مع ليفربول في عام 2021

افتتح صلاح موسم 2021–22 بهدف وصنع هدفين في الفوز 3–0 على نورويتش سيتي. بتسجيله أصبح صلاح أول لاعب يسجل في المباراة الافتتاحية لخمسة مواسم متتالية من الدوري الإنجليزي الممتاز. في 12 سبتمبر، سجل صلاح هدفه رقم 100 في الدوري الإنجليزي الممتاز في الفوز 3–0 خارج أرضه على ليدز يونايتد. في 25 سبتمبر، سجل صلاح هدفه رقم 100 في الدوري الإنجليزي الممتاز مع ليفربول في مباراة التعادل 3–3 خارج أرضه أمام برينتفورد. سجل 100 هدف في الدوري الممتاز في مباريات أقل من أي لاعب في تاريخ ليفربول، وحقق الرقم القياسي في 151 مباراة، أي أقل من روجر هنت الذي وصل إلى ذات الرقم في 152 مباراة بمبارة واحدة. كما نقل الهدف صلاح إلى قائمة أفضل 10 هدافين على الإطلاق في تاريخ ليفربول.
في 19 أكتوبر، أصبح صلاح أول لاعب في تاريخ ليفربول يسجل في تسع مباريات متتالية بهدفيه في الفوز 3–2 على أتلتيكو مدريد في دوري أبطال أوروبا. هدفه الثاني، رقم 31 في دوري أبطال أوروبا، جعله هداف ليفربول التاريخي في المسابقة، متجاوزًا الأهداف الثلاثين التي سجلها ستيفن جيرارد. في مباراته التالية في 24 أكتوبر، واصل صلاح تحطيم الأرقام القياسية هاتريك ضد غريم ليفربول اللدود مانشستر يونايتد في الفوز 5–0 على ملعب أولد ترافورد. بتسجيله ثلاثة أهداف أصبح صلاح هو اللاعب الإفريقي الأعلى تسجيلاً للأهداف في تاريخ الدوري الإنجليزي الممتاز (متجاوزاً 104 هدف التي سجلها ديدييه دروغبا)، وأول لاعب من ليفربول يسجل في عشر مباريات متتالية وكذلك أول لاعب من ليفربول يسجل في ملعب أولد ترافورد في ثلاث مباريات متتالية. كما أصبح أول لاعب خصم يسجل هاتريك في ملعب أولد ترافورد منذ رونالدو في عام 2003، وأول لاعب يفعل ذلك في تاريخ الدوري الإنجليزي الممتاز.

## مسيرته الدولية

### منتخب مصر للشباب
لعب محمد صلاح مع منتخب مصر للشباب في كأس العالم للشباب 2011، في كولومبيا مع العديد من اللاعبين الذين صاروا نجوماً بعد ذلك مثل: أحمد حجازي لاعب ويست بروميتش ألبيون حاليًا، ومحمد النني لاعب أرسنال وعمر جابر لاعب بازل السويسري ومحمد إبراهيم لاعب الزمالك وأحمد الشناوي حارس مرمى الزمالك، ونجح المنتخب المصري في تلك البطولة في الوصول إلى دور الستة عشر، حيث ضمت مجموعته كلاً من منتخب البرازيل ومنتخب النمسا ومنتخب بنما، ونجح منتخب مصر في التعادل مع البرازيل 1–1 بهدف عمر جابر والفوز على بنما 1–0 بهدف أحمد حجازي والفوز على النمسا 4–0 بثلاثية لمحمد إبراهيم وهدف للاعب محمد غازي، وتأهل المنتخب المصري إلى دور الستة عشر في المركز الثاني بفارق الأهداف عن المنتخب البرازيلي الذي تساوى معه في عدد النقاط حيث حصد كل منهما 7 نقاط من فوزين وتعادل، وفي دور الستة عشر تلاقي المنتخب المصري مع منتخب الأرجنتين ونجح محمد صلاح في إحراز هدف من ضربة جزاء في تلك المباراة التي انتهت بهزيمة المنتخب المصري بنتيجة 2–1 وخروجه من البطولة. وفي العموم شارك صلاح مع منتخب الشباب في 11 مباراة سجل خلالها 3 أهداف.

### منتخب مصر الأولمبي

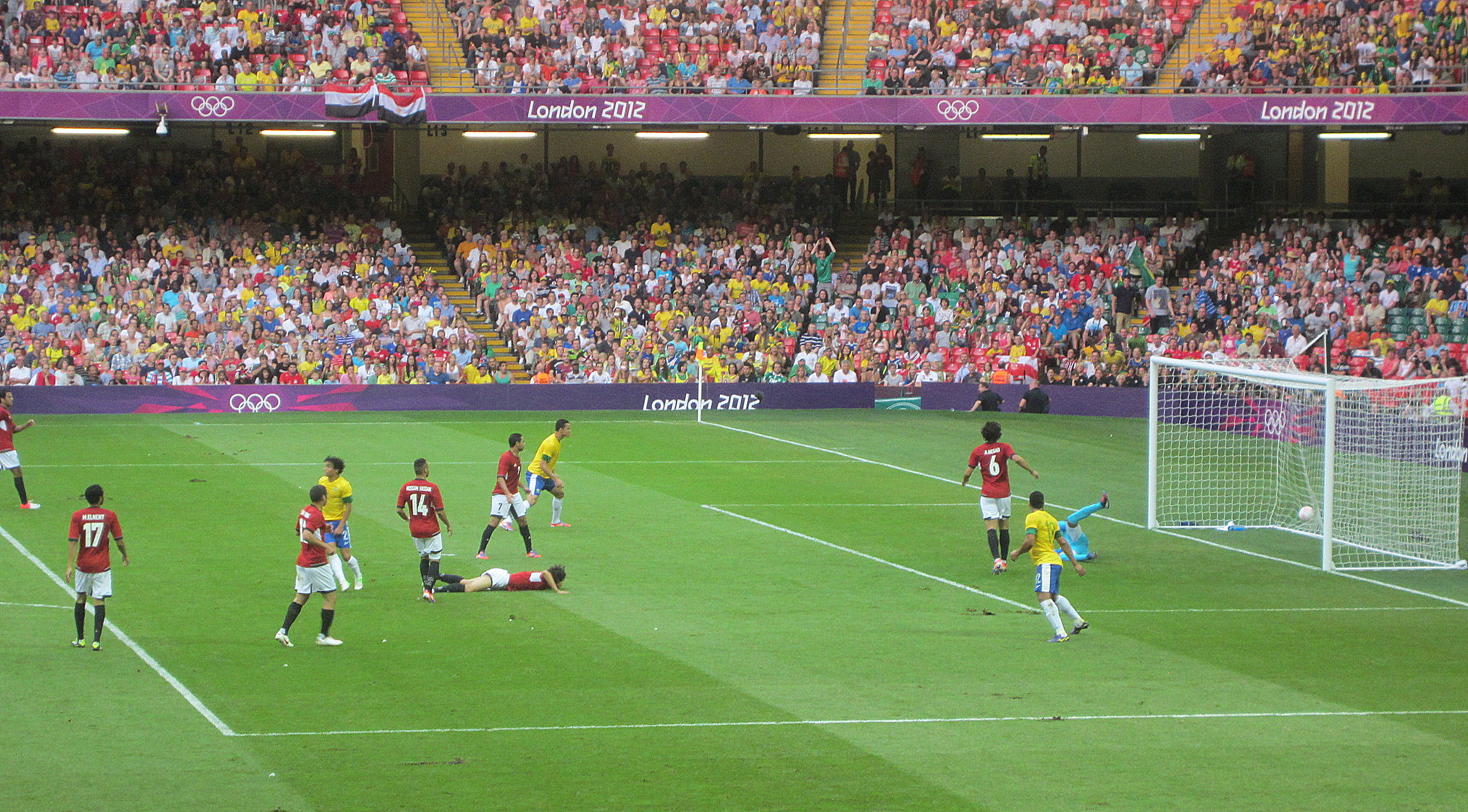
صورة لمنتخب مصر الأولمبي أمام البرازيل في أولمبياد لندن 2012

كان صلاح جزءًا من المنتخب الأوليمبي المصري في أولمبياد لندن 2012، وفيها وقع المنتخب المصري في المجموعة الثالثة بجانب كل من البرازيل وروسيا البيضاء ونيوزيلندا، وفي مباراته الأولي على ملعب الألفية تلقي المنتخب المصري الهزيمة من منتخب البرازيل بنتيجة 3–2 ونجح صلاح في هز شباك المنتخب البرازيلي الأوليمبي بإحرازه للهدف الثاني بعد أن سجل محمد أبو تريكة الهدف الأول، وفي المباراة الثانية على ملعب أولد ترافورد الشهير سجل صلاح أيضاً في التعادل مع نيوزيلندا بنتيجة 1–1، وعلى ملعب هامبدن بارك سجل صلاح مرة ثالثة في الفوز على روسيا البيضاء نتيجة 3–1 وأحرز الهدفين الآخرين مروان محسن لاعب الأهلي الحالي ومحمد أبو تريكة، وبذلك يكون صلاح قد سجل في جميع مباريات الفريق في دور المجموعات، وفي المباراة التالية في دور ربع النهائي تلقى المنتخب المصري الهزيمة من منتخب اليابان بنتيجة 3–0 ليودع البطولة.
وإجمالًا شارك صلاح مع المنتخب الأوليمبي في 11 مباراة سجل فيها 4 أهداف

### منتخب مصر الأول

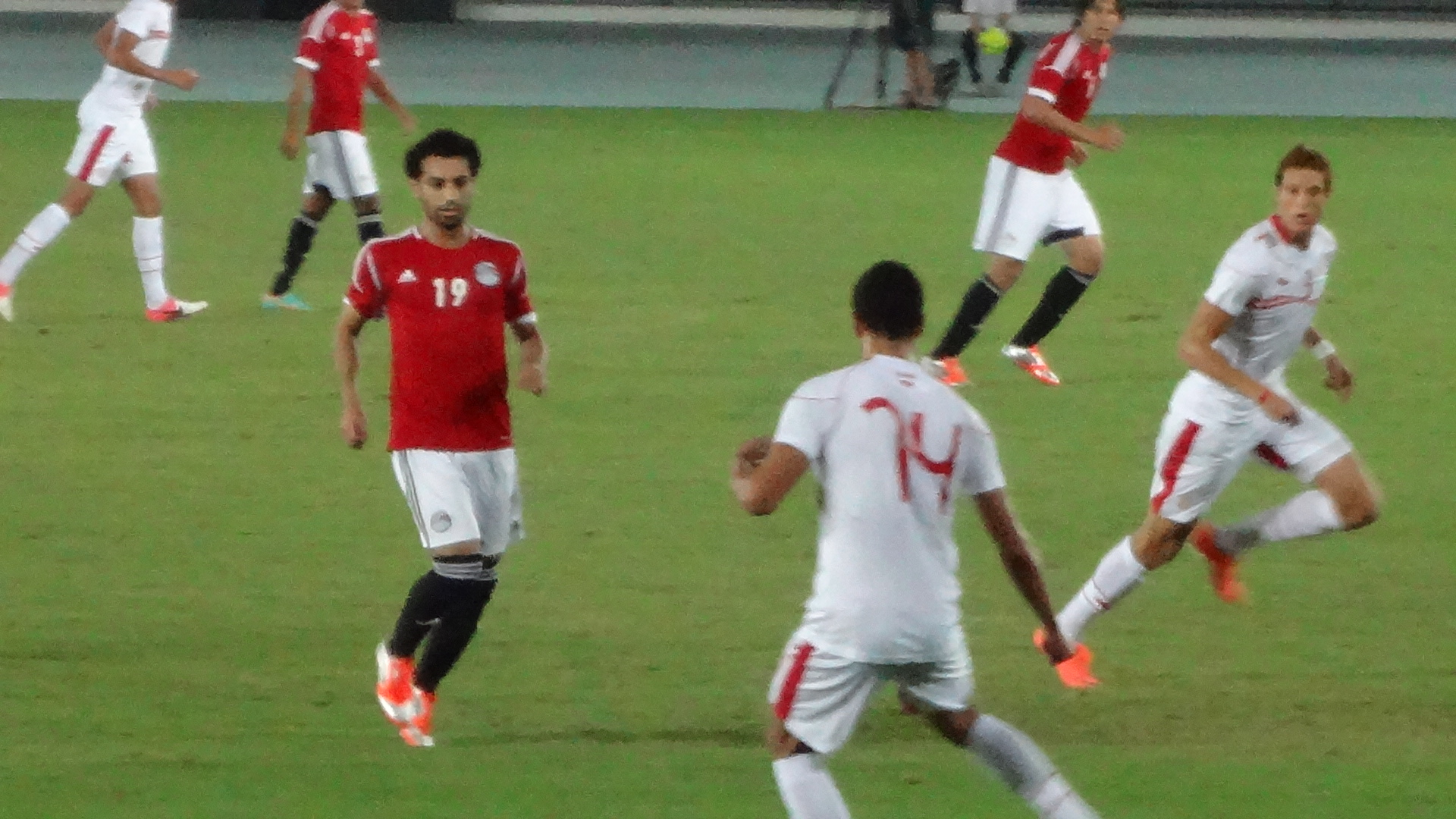
محمد صلاح (على اليسار) يلعب مع منتخب مصر ضد منتخب تونس في أكتوبر 2012.

أصبح من نجوم المنتخب المصري الأول، منذ مشاركته في مباراته الدولية الأولى ضد سيراليون في التصفيات المؤهلة لكأس الأمم الإفريقية 2013، ثم أحرز أول أهدافه مع المنتخب المصري في مرمى النيجر، كما أحرز أول هاتريك دولي له في مرمى زيمبابوي، وشارك مع المنتخب في التصفيات المؤهلة لكأس الأمم الإفريقية 2015 ولم ينجح المنتخب في الوصول إليها وشارك أيضاً في التصفيات المؤهلة لكأس العالم 2014 ولم ينجح المنتخب أيضاً في الوصول إليه ولكن صلاح حصل على لقب هداف تلك التصفيات بستة أهداف بالاشتراك مع زميله محمد أبو تريكة واللاعب الغاني أسامواه جيان، كما ساهم صلاح في وصول منتخب بلاده إلى كأس الأمم الإفريقية 2017 بإحرازه لهدف في مرمى نيجيريا في المباراة التي انتهت بالتعادل 1–1 حيث ساهم الهدف بشدة في وصول منتخب مصر إلى البطولة بعد فوزه على نيجيريا في مباراة العودة 1–0 بهدف رمضان صبحي لاعب ستوك سيتي الإنجليزي في ذلك الوقت.

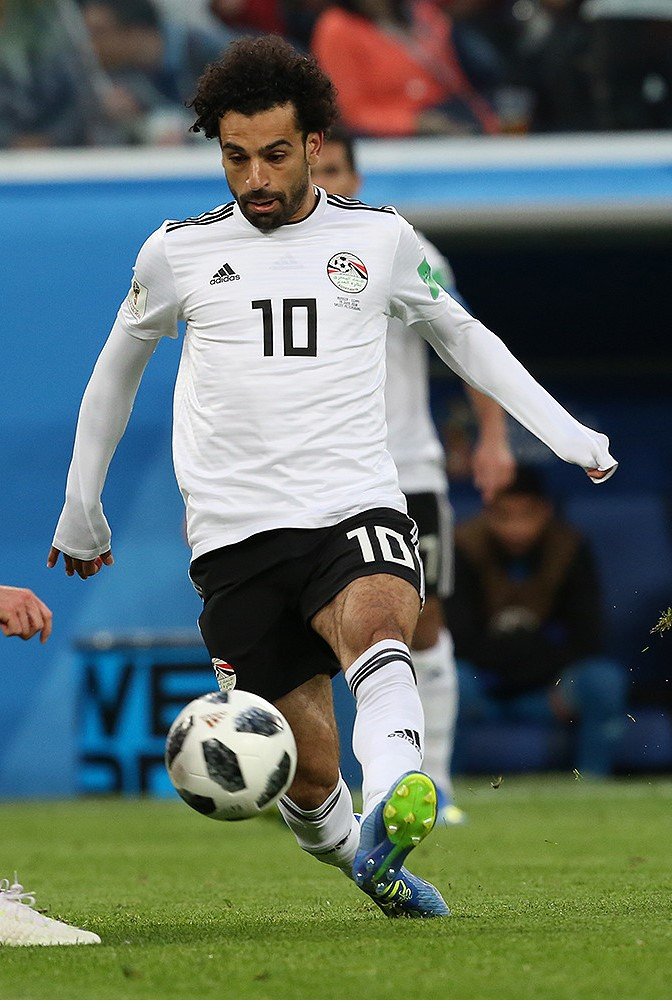
محمد صلاح مع منتخب مصر في مباراته ضد روسيا في كأس العالم 2018.

وساهم صلاح بشدة في وصول منتخب بلاده إلى نهائي كأس الأمم الإفريقية 2017 وحصوله على المركز الثاني حيث ساهم في أربعة أهداف من أصل خمسة أحرزهم منتخب مصر في البطولة؛ حيث أحرز هدفين يُعدان من أجمل أهداف البطولة الأول في مرمى غانا في دور المجموعات في مباراة فازت بها مصر 1–0 والثاني في مرمى بوركينا فاسو في نصف النهائي في مباراة انتهت بفوز مصر عن طريق ركلات الترجيح 4–3 بعد التعادل في الوقت الأصلي 1–1، كما قام بصناعة هدفين في البطولة أحدهما أحرزه عبد الله السعيد لاعب النادي الأهلي المصري في مرمى أوغندا في دور المجموعات حيث فازت مصر1–0 والآخر أحرزه محمد النني لاعب نادي أرسنال الإنجليزي في مرمى الكاميرون في المباراة النهائية التي انتهت بفوز الكاميرون 2–1 وتم اختيار صلاح في التشكيلة المثالية لهذه البطولة بواسطة كل من الاتحاد الإفريقي وجريدة فرانس فوتبول.
ويعد أهم إنجازات صلاح مع منتخب بلاده هو قيادته له إلى كأس العالم 2018 في روسيا بعد غياب دام لست نسخ متتالية عن البطولة منذ كأس العالم 1990 حيث أحرز صلاح هدفين في مباراة الكونغو التي فازت بها مصر 2–1 وضمنت بها التأهل لكأس العالم قبل جولة واحدة من نهاية التصفيات الإفريقية المؤهلة للبطولة وتم اختياره بواسطة مجلة فرانس فوتبول ضمن التشكيل المثالي لهذه الجولة من تصفيات كأس العالم 2018 ليكون اللاعب العربي والإفريقي الوحيد الذي يتواجد بها بجانب العديد من نجوم الكرة العالمية مثل ليونيل ميسي وروبرت ليفاندوفسكي، وأحرز صلاح خمسة أهداف في التصفيات كاملةً ليصبح هدافًا لها للمرة الثانية علي التوالي بعد التصفيات المؤهلة لكأس العالم 2014.
وفي كأس العالم 2018 أحرز صلاح أول أهداف بلاده في البطولة أمام روسيا من ضربة جزاء في مباراة خسر فيها صلاح ورفاقه بنتيجة 3–1، ليكون صلاح ثالث لاعب مصري عبر التاريخ يسجل هدفًا في كأس العالم بعد عبد الرحمن فوزي الذي سجل هدفين في مرمى المجر في كأس العالم 1934، ومجدي عبد الغني صاحب هدف مصر في مرمى هولندا في كأس العالم 1990. كما نجح صلاح في إحراز ثاني أهداف منتخب بلاده في البطولة في مرمى السعودية في مباراة انتهت بهزيمة مصر بنتيجة 2–1 وفاز صلاح بجائزة أفضل لاعب في هذه المباراة.

## حياته الشخصية

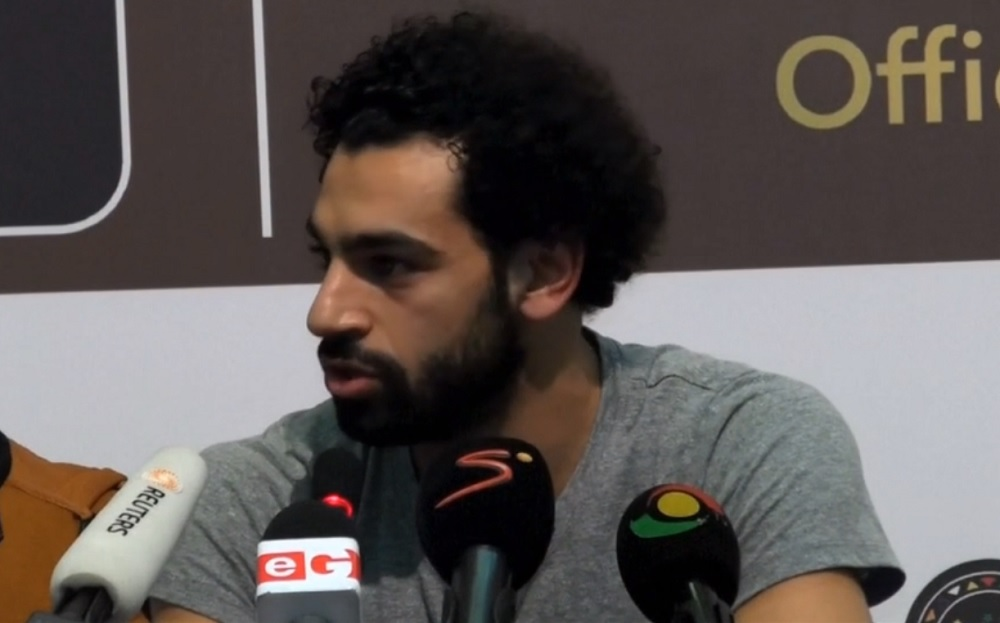
محمد صلاح في مؤتمر صحفي لجوائز الكاف 2017

نشأ صلاح في أسرة بسيطة مكونة من أب يعمل في التجارة وأم ربة منزل وأخ وأخت، وكانت ظروف الأسرة المالية الصعبة عائقًا بينه وبين الالتحاق بجامعة كبيرة.
في 18 ديسمبر عام 2013 تزوج محمد صلاح من (ماجي محمد) زميلته بالمدرسة. ابنتهما مكة من مواليد 2014، سميت على تيمنا بمدينة مكة المكرمة. ولديه ابنة أخرى، كيان، ولدت عام 2020. ويأتي السبب وراء سرعة زواجه أنه أراد الاستقرار مبكرًا، وخوفه من تردد شائعات عن علاقة بينه وبين أي فتاة أوروبية مع احترافه في بازل السويسري وأصر صلاح على اصطحاب أسرته معه في سويسرا أثناء احترافه في بازل وإنجلترا في فترة انضمامه لفريق تشيلسي، ولم تتمكن أسرته من السفر إلى إيطاليا في بداية احترافه في فيورنتينا، بسبب عدم إصدار جواز سفر لنجلته مكة ولكنهم انضموا إليه بعد ذلك.
صلاح مسلم ويحتفل بالأهداف التي يسجلها من خلال السجود. وبخصوص احتفاله الشهير بالأهداف بهذه الطريقة، قال صلاح لشبكة سي إن إن: «إنه شيء مثل الدعاء أو الشكر لله على ما حصلت عليه، إنه مجرد دعاء أدعوه لتحقيق الفوز. لقد اعتدت على فعلت ذلك دائمًا منذ أن كنت صغيراً في كل مكان».

## خارج كرة القدم

### الرعاية
لدى صلاح صفقة رعاية مع شركة أديداس للملابس والمعدات الرياضية: فهو يرتدي حذاء كرة القدم Adidas X18. ظهر في إعلان تجاري لشركة Adidas لكأس العالم 2018 إلى جانب لاعبين آخرين في مجموعة Adidas، بما في ذلك ديفيد بيكهام، وليونيل ميسي، وبول بوجبا، والمغني فاريل ويليامز.
وفي مارس 2018، ظهر صلاح في إعلان لشركة فودافون مصر. صُوِّر الفيديو وهو يزور العديد من معالم مرزيسايد، وتم إصدار الفيديو في الأصل باللغة العربية (ولكن تُرجِم أيضًا إلى الإنجليزية). وبعد شهر، ذكر أنه تعرض لـ"الإهانة" بعد عرض صورته عبر طائرة المنتخب الوطني دون إذنه قبل انطلاق كأس العالم في ذلك العام، باعتبار أن الراعي الرسمي للمنتخب شركة WE المنافسة للشركة الراعية له.

### التبرعات
من المعروف عن محمد صلاح مساهمته في الكثير من أعمال الخير، حيث تبرع لجمعية اللاعبين القدامى حيث أوصل رغبته بالتبرع للجمعية وتمويلها لسد احتياجاتهم كخطوة إيجابية من اللاعب بها وفاء لرموز الكرة المصرية، كما أعلن محافظ الغربية عن تبرع محمد صلاح لإنشاء معهد ديني حيث وضع مبلغ 8 ملايين جنيه لبناء المعهد الأزهري ووحدة حضانات ووحدة تنفس صناعي بقرية نجريج مسقط رأسه، وقام محمد صلاح بالتبرع لإنشاء قسم خاص للحضانات بمستشفى نجريج مسقط رأسه وذلك بعد وفاة عدد كبير من الأطفال بسبب عدم كفاية الحضانات حيث أبلغه طبيب صديقه بتلك الأزمة ولم يتردد اللاعب وسعى لحل تلك الأزمة بكافة مساعيه، وقام أيضاً بالتبرع لتطوير مدرسته التي تخرج فيها في مرحلة الطفولة عن طريق تغطية الفناء بالرمال حفاظًا على حياة الأطفال الذين يدرسون بالمدرسة، وتبرع لإنشاء وحدة للغسيل الكلوي بقريته لعلاج المرضى من أجل تسهيل التكاليف عليهم ومساعدتهم للشفاء من ذلك المرض والوقوف بجوارهم، وحرص محمد صلاح على تحمل تكاليف إنشاء وحدة استقبال لحالات الطوارئ في مستشفى بسيون التابع لمحافظة الغربية، خاصة بعد شكوى أهالي بلدته من تدهور الحالات الصحية، لعدم وجود وحدة استقبال في المستشفى، فضلاً عن إنشائه غرفة عمليات مجهزة على أكمل وجه في المستشفى بأحدث الأجهزة المستوردة من الخارج، كما قام بالتبرع بمبلغ 5 ملايين من الجنيهات لصندوق تحيا مصر لتدعيم الاقتصاد المصري، وعند تبرعه قام بمقابلة رئيس الجمهورية المصري عبد الفتاح السيسي والتقاط صورة تذكارية معه ومع وزير الشباب والرياضة خالد عبد العزيز. وفي أغسطس 2019، ذكرت تقارير صحفية تبرع صلاح بمبلغ 3 ملايين دولار من أجل إعادة ترميم معهد الأورام بمصر الذي أصابته أضرار بالغة، جراء انفجار أسفر عن وفاة 17 مواطنًا مصريًا.
في 13 أغسطس 2022، اندلع حريق في كنيسة أبو سيفين في الجيزة، مصر، أودى بحياة 41 شخصًا نتيجة لذلك. وأعرب صلاح بعد ذلك عن تعازيه على تويتر، وتبرع بمبلغ ثلاثة ملايين جنيه مصري للمساعدة في إعادة بناء الكنيسة.

### الإعلانات
قام محمد صلاح بتصوير عدد من الإعلانات تحت إشراف صندوق مكافحة وعلاج الإدمان والتعاطي المصري، وكان الهدف من تلك الإعلانات مكافحة تعاطي وإدمان المخدرات وتوعية الشباب بخطورتها عليهم وأثرها السيئ على حياتهم، وقام صلاح بتصوير تلك الإعلانات بالمجان وكان شعار الإعلانات «أنت أقوى من المخدرات».

## الإحصائيات

### النادي
آخر تحديث 16 أغسطس 2025.
| النادي            | الموسم   | الدوري           | الدوري | الدوري  | كأس وطني | كأس وطني | كأس دوري | كأس دوري | قاري   | قاري    | أخرى   | أخرى    | المجموع | المجموع |
| النادي            | الموسم   | الدرجة           | الظهور | الأهداف | الظهور   | الأهداف  | الظهور   | الأهداف  | الظهور | الأهداف | الظهور | الأهداف | الظهور  | الأهداف |
| ----------------- | -------- | ---------------- | ------ | ------- | -------- | -------- | -------- | -------- | ------ | ------- | ------ | ------- | ------- | ------- |
| المقاولون العرب   | 2009–10  | الدوري المصري    | 3      | 0       | 2        | 0        | —        | —        | —      | —       | —      | —       | 5       | 0       |
| المقاولون العرب   | 2010–11  | الدوري المصري    | 21     | 4       | 4        | 1        | —        | —        | —      | —       | —      | —       | 25      | 5       |
| المقاولون العرب   | 2011–12  | الدوري المصري    | 15     | 7       | 0        | 0        | —        | —        | —      | —       | —      | —       | 15      | 7       |
| المقاولون العرب   | المجموع  | المجموع          | 39     | 11      | 6        | 1        | 0        | 0        | 0      | 0       | 0      | 0       | 45      | 12      |
| بازل              | 2012–13  | الدوري السويسري  | 29     | 5       | 5        | 3        | —        | —        | 16     | 2       | —      | —       | 50      | 10      |
| بازل              | 2013–14  | الدوري السويسري  | 18     | 4       | 1        | 1        | —        | —        | 10     | 5       | —      | —       | 29      | 10      |
| بازل              | المجموع  | المجموع          | 47     | 9       | 6        | 4        | 0        | 0        | 26     | 7       | 0      | 0       | 79      | 20      |
| تشيلسي            | 2013–14  | الدوري الإنجليزي | 10     | 2       | 1        | 0        | 0        | 0        | 0      | 0       | —      | —       | 11      | 2       |
| تشيلسي            | 2014–15  | الدوري الإنجليزي | 3      | 0       | 1        | 0        | 2        | 0        | 2      | 0       | —      | —       | 8       | 0       |
| تشيلسي            | المجموع  | المجموع          | 13     | 2       | 2        | 0        | 2        | 0        | 2      | 0       | 0      | 0       | 19      | 2       |
| فيورنتينا (إعارة) | 2014–15  | الدوري الإيطالي  | 16     | 6       | 2        | 2        | —        | —        | 8      | 1       | —      | —       | 26      | 9       |
| روما (إعارة)      | 2015–16  | الدوري الإيطالي  | 34     | 14      | 1        | 0        | —        | —        | 7      | 1       | —      | —       | 42      | 15      |
| روما              | 2016–17  | الدوري الإيطالي  | 31     | 15      | 2        | 2        | —        | —        | 8      | 2       | —      | —       | 41      | 19      |
| روما              | المجموع  | المجموع          | 65     | 29      | 3        | 2        | 0        | 0        | 15     | 3       | 0      | 0       | 83      | 34      |
| ليفربول           | 2017–18  | الدوري الإنجليزي | 36     | 32      | 1        | 1        | 0        | 0        | 15     | 11      | —      | —       | 52      | 44      |
| ليفربول           | 2018–19  | الدوري الإنجليزي | 38     | 22      | 1        | 0        | 1        | 0        | 12     | 5       | —      | —       | 52      | 27      |
| ليفربول           | 2019–20  | الدوري الإنجليزي | 34     | 19      | 2        | 0        | 0        | 0        | 8      | 4       | 4      | 0       | 48      | 23      |
| ليفربول           | 2020–21  | الدوري الإنجليزي | 37     | 22      | 2        | 3        | 1        | 0        | 10     | 6       | 1      | 0       | 51      | 31      |
| ليفربول           | 2021–22  | الدوري الإنجليزي | 35     | 23      | 2        | 0        | 1        | 0        | 13     | 8       | —      | —       | 51      | 31      |
| ليفربول           | 2022–23  | الدوري الإنجليزي | 38     | 19      | 3        | 1        | 1        | 1        | 8      | 8       | 1      | 1       | 51      | 30      |
| ليفربول           | 2023–24  | الدوري الإنجليزي | 32     | 18      | 1        | 1        | 2        | 1        | 9      | 5       | —      | —       | 44      | 25      |
| ليفربول           | 2024–25  | الدوري الإنجليزي | 38     | 29      | 0        | 0        | 5        | 2        | 9      | 3       | —      | —       | 52      | 34      |
| ليفربول           | 2025–26  | الدوري الإنجليزي | 1      | 1       | 0        | 0        | 0        | 0        | 0      | 0       | 1      | 0       | 2       | 1       |
| ليفربول           | المجموع  | المجموع          | 289    | 185     | 12       | 6        | 11       | 4        | 84     | 50      | 7      | 1       | 403     | 246     |
| الإجمالي          | الإجمالي | الإجمالي         | 468    | 242     | 31       | 15       | 13       | 4        | 135    | 61      | 7      | 1       | 654     | 323     |

1. ↑  المباريات في كأس مصر، وكأس سويسرا، وكأس الاتحاد الإنجليزي، وكأس إيطاليا
2. ↑  المباريات في كأس رابطة الأندية الإنجليزية المحترفة
3. ↑  مباراتين في دوري أبطال أوروبا؛ و 14 مباراة و هدفين في الدوري الأوروبي
4. 1 2 3 4 5 6 7 8 9 10 11  المباريات في دوري أبطال أوروبا
5. ↑  المباريات في الدوري الأوروبي
6. ↑  مباراتين في دوري أبطال أوروبا؛ و6 مباريات وهدفين في الدوري الأوروبي
7. ↑  مباراة واحدة في درع الاتحاد الإنجليزي، و مباراة واحدة في كأس السوبر الأوروبي، و مباراتين في كأس العالم للأندية
8. ↑  المباراة في درع الاتحاد الإنجليزي
9. ↑  المباراة في درع الاتحاد الإنجليزي
10. ↑  المباراة في درع الاتحاد الإنجليزي

### الدولية

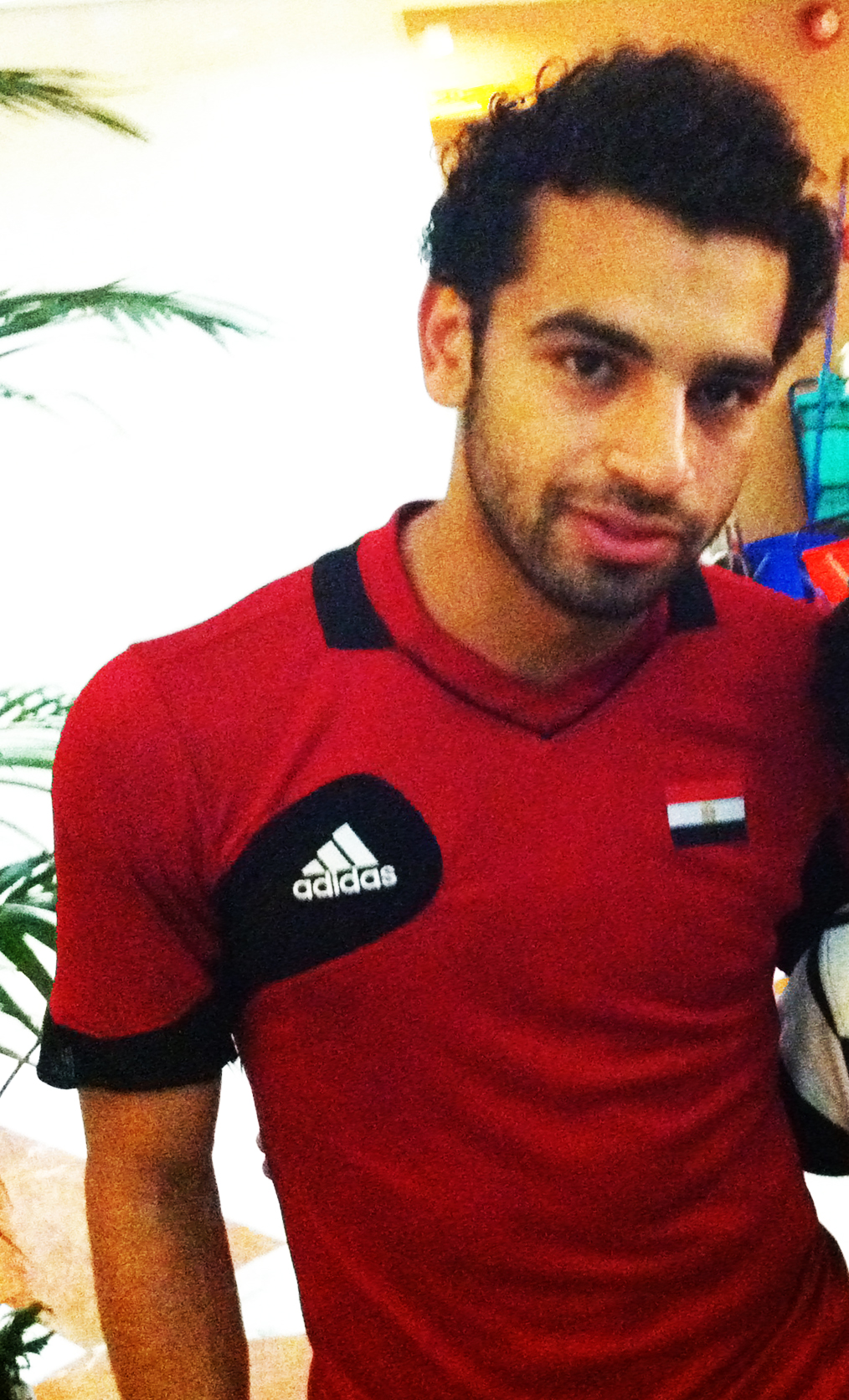
محمد صلاح في 2012.

آخر تحديث 14 يونيو 2023.
| المنتخب الوطني | العام   | المباريات | الأهداف |
| -------------- | ------- | --------- | ------- |
| مصر            | 2011    | 2         | 1       |
| مصر            | 2012    | 15        | 7       |
| مصر            | 2013    | 8         | 7       |
| مصر            | 2014    | 9         | 5       |
| مصر            | 2015    | 4         | 2       |
| مصر            | 2016    | 6         | 5       |
| مصر            | 2017    | 11        | 5       |
| مصر            | 2018    | 6         | 7       |
| مصر            | 2019    | 5         | 2       |
| مصر            | 2020    | 0         | 0       |
| مصر            | 2021    | 7         | 2       |
| مصر            | 2022    | 12        | 4       |
| مصر            | 2023    | 7         | 6       |
| المجموع        | المجموع | 94        | 55      |

المصدر:

#### الأهداف الدولية
آخر تحديث المباراة التي لُعِبت 14 يونيو 2023.
نتيجة منتخب مصر مدرجة أولاً، عمود الهدف يشير إلى النتيجة بعد كل هدف لصلاح
| #  | التاريخ        | الملعب                                   | م.  | الخصم                       | الهدف | النتيجة      | المنافسة                        | م.              |
| -- | -------------- | ---------------------------------------- | --- | --------------------------- | ----- | ------------ | ------------------------------- | --------------- |
| 1  | 8 أكتوبر 2011  | ستاد القاهرة الدولي، القاهرة، مصر        | 2   | النيجر                      | 2–0   | 3–0          | تصفيات كأس الأمم الأفريقية 2012 | [ 191 ]         |
| 2  | 27 فبراير 2012 | استاد ثاني بن جاسم، الدوحة، قطر          | 3   | كينيا                       | 1–0   | 5–0          | ودية                            | [ 192 ]         |
| 3  | 29 مارس 2012   | ملعب الخرطوم، الخرطوم، السودان           | 6   | أوغندا                      | 1–1   | 2–1          | ودية                            | [ 193 ]         |
| 4  | 31 مارس 2012   | ملعب الخرطوم، الخرطوم، السودان           | 7   | تشاد                        | 1–0   | 4–0          | ودية                            | [ 194 ]         |
| 5  | 22 مايو 2012   | ملعب المريخ، أم درمان، السودان           | 10  | توغو                        | 2–0   | 3–0          | ودية                            | [ 195 ]         |
| 6  | 22 مايو 2012   | ملعب المريخ، أم درمان، السودان           | 10  | توغو                        | 3–0   | 3–0          | ودية                            | [ 195 ]         |
| 7  | 10 يونيو 2012  | ملعب 28 سبتمبر، كوناكري، غينيا           | 12  | غينيا                       | 3–2   | 3–2          | تصفيات كأس العالم 2014          | [ 196 ]         |
| 8  | 15 يونيو 2012  | ملعب برج العرب، الإسكندرية، مصر          | 13  | جمهورية إفريقيا الوسطى      | 2–1   | 2–3          | تصفيات كأس الأمم الأفريقية 2013 | [ 197 ]         |
| 9  | 6 فبراير 2013  | ملعب فيسنتي كالديرون، مدريد، إسبانيا     | 18  | تشيلي                       | 1–2   | 1–2          | ودية                            | [ 198 ]         |
| 10 | 22 مارس 2013   | ملعب برج العرب، الإسكندرية، مصر          | 19  | إسواتيني                    | 2–0   | 10–0         | ودية                            | [ 199 ]         |
| 11 | 22 مارس 2013   | ملعب برج العرب، الإسكندرية، مصر          | 19  | إسواتيني                    | 3–0   | 10–0         | ودية                            | [ 199 ]         |
| 12 | 9 يونيو 2013   | الملعب الوطني للرياضات، هراري، زيمبابوي  | 21  | زيمبابوي                    | 2–1   | 4–2          | تصفيات كأس العالم 2014          | [ 200 ]         |
| 13 | 9 يونيو 2013   | الملعب الوطني للرياضات، هراري، زيمبابوي  | 21  | زيمبابوي                    | 3–1   | 4–2          | تصفيات كأس العالم 2014          | [ 200 ]         |
| 14 | 9 يونيو 2013   | الملعب الوطني للرياضات، هراري، زيمبابوي  | 21  | زيمبابوي                    | 4–2   | 4–2          | تصفيات كأس العالم 2014          | [ 200 ]         |
| 15 | 16 يونيو 2013  | ملعب ماتشافا، مابوتو، موزمبيق            | 22  | موزمبيق                     | 1–0   | 1–0          | تصفيات كأس العالم 2014          | [ 201 ]         |
| 16 | 14 أغسطس 2013  | ملعب الجونة، الجونة، مصر                 | 23  | أوغندا                      | 2–0   | 3–0          | ودية                            | [ 202 ]         |
| 17 | 10 سبتمبر 2013 | ملعب الجونة، الجونة، مصر                 | 24  | غينيا                       | 3–2   | 4–2          | تصفيات كأس العالم 2014          | [ 203 ]         |
| 18 | 5 مارس 2014    | ملعب تيفولي الجديد، إنسبروك، النمسا      | 28  | البوسنة والهرسك             | 2–0   | 2–0          | ودية                            | [ 204 ]         |
| 19 | 30 مايو 2014   | ملعب تشيلي الوطني، سانتياغو، تشيلي       | 29  | تشيلي                       | 1–0   | 2–3          | ودية                            | [ 205 ]         |
| 20 | 10 أكتوبر 2014 | الملعب الوطني، غابورون، بوتسوانا         | 33  | بوتسوانا                    | 2–0   | 2–0          | تصفيات كأس الأمم الأفريقية 2015 | [ 206 ]         |
| 21 | 15 أكتوبر 2014 | ملعب القاهرة الدولي، القاهرة، مصر        | 34  | بوتسوانا                    | 2–0   | 2–0          | تصفيات كأس الأمم الأفريقية 2015 | [ 207 ]         |
| 22 | 19 نوفمبر 2014 | ملعب مصطفى بن جنات، المنستير، تونس       | 36  | تونس                        | 1–0   | 1–2          | تصفيات كأس الأمم الأفريقية 2015 | [ 208 ]         |
| 23 | 14 يونيو 2015  | ملعب برج العرب، الإسكندرية، مصر          | 38  | تنزانيا                     | 3–0   | 3–0          | تصفيات كأس الأمم الأفريقية 2017 | [ 209 ]         |
| 24 | 6 سبتمبر 2015  | الملعب الوطني، أنجمينا، تشاد             | 39  | تشاد                        | 3–1   | 5–1          | تصفيات كأس الأمم الأفريقية 2017 | [ 210 ]         |
| 25 | 25 مارس 2016   | ملعب أحمدو بيلو، كادونا، نيجيريا         | 41  | نيجيريا                     | 1–1   | 1–1          | تصفيات كأس الأمم الأفريقية 2017 | [ 211 ]         |
| 26 | 4 يونيو 2016   | الملعب الوطني، دار السلام، تنزانيا       | 43  | تنزانيا                     | 1–0   | 2–0          | تصفيات كأس الأمم الأفريقية 2017 | [ 212 ]         |
| 27 | 4 يونيو 2016   | الملعب الوطني، دار السلام، تنزانيا       | 43  | تنزانيا                     | 2–0   | 2–0          | تصفيات كأس الأمم الأفريقية 2017 | [ 213 ]         |
| 28 | 9 أكتوبر 2016  | الملعب البلدي، برازافيل، جمهورية الكونغو | 45  | الكونغو                     | 1–1   | 2–1          | تصفيات كأس العالم 2018          | [ 214 ]         |
| 29 | 13 نوفمبر 2016 | ملعب برج العرب، الإسكندرية، مصر          | 46  | غانا                        | 1–0   | 2–0          | تصفيات كأس العالم 2018          | [ 215 ]         |
| 30 | 25 يناير 2017  | ملعب بورت جنتيل، بورت جنتيل، الغابون     | 50  | غانا                        | 1–0   | 1–0          | كأس الأمم الأفريقية 2017        | [ 216 ]         |
| 31 | 1 فبراير 2017  | ملعب أنغونجي، ليبرفيل، الغابون           | 52  | بوركينا فاسو                | 1–0   | 1–1 (4–3 ج.) | كأس الأمم الأفريقية 2017        | [ 217 ]         |
| 32 | 5 سبتمبر 2017  | ملعب برج العرب، الإسكندرية، مصر          | 56  | أوغندا                      | 1–0   | 1–0          | تصفيات كأس العالم 2018          | [ 218 ]         |
| 33 | 8 أكتوبر 2017  | ملعب برج العرب، الإسكندرية، مصر          | 57  | الكونغو                     | 1–0   | 2–1          | تصفيات كأس العالم 2018          | [ 219 ]         |
| 34 | 8 أكتوبر 2017  | ملعب برج العرب، الإسكندرية، مصر          | 57  | الكونغو                     | 2–1   | 2–1          | تصفيات كأس العالم 2018          | [ 219 ]         |
| 35 | 23 مارس 2018   | ملعب ليتزيغروند، زيورخ، سويسرا           | 58  | البرتغال                    | 1–0   | 1–2          | ودية                            | [ 220 ]         |
| 36 | 19 يونيو 2018  | ملعب كريستوفسكي، سانت بطرسبرغ، روسيا     | 59  | روسيا                       | 1–3   | 1–3          | كأس العالم 2018                 | [ 221 ]         |
| 37 | 25 يونيو 2018  | فولغوغراد أرينا، فولغوغراد، روسيا        | 60  | السعودية                    | 1–0   | 1–2          | كأس العالم 2018                 | [ 222 ]         |
| 38 | 8 سبتمبر 2018  | ملعب برج العرب، الإسكندرية، مصر          | 61  | النيجر                      | 3–0   | 6–0          | تصفيات كأس الأمم الإفريقية 2019 | [ 223 ]         |
| 39 | 8 سبتمبر 2018  | ملعب برج العرب، الإسكندرية، مصر          | 61  | النيجر                      | 5–0   | 6–0          | تصفيات كأس الأمم الإفريقية 2019 | [ 223 ]         |
| 40 | 12 أكتوبر 2018 | ملعب السلام، القاهرة، مصر                | 62  | إسواتيني                    | 4–0   | 4–1          | تصفيات كأس الأمم الإفريقية 2019 | [ 224 ]         |
| 41 | 16 نوفمبر 2018 | ملعب برج العرب، الإسكندرية، مصر          | 63  | تونس                        | 3–2   | 3–2          | تصفيات كأس الأمم الإفريقية 2019 | [ 225 ]         |
| 42 | 26 يونيو 2019  | ستاد القاهرة الدولي، القاهرة، مصر        | 66  | جمهورية الكونغو الديمقراطية | 2–0   | 2–0          | كأس الأمم الإفريقية 2019        | [ 226 ]         |
| 43 | 30 يونيو 2019  | ستاد القاهرة الدولي، القاهرة، مصر        | 67  | أوغندا                      | 1–0   | 2–0          | كأس الأمم الإفريقية 2019        | [ 227 ]         |
| 44 | 29 مارس 2021   | ستاد القاهرة الدولي، القاهرة، مصر        | 70  | جزر القمر                   | 3–0   | 4–0          | تصفيات كأس الأمم الأفريقية 2021 | [ 228 ]         |
| 45 | 29 مارس 2021   | ستاد القاهرة الدولي، القاهرة، مصر        | 70  | جزر القمر                   | 4–0   | 4–0          | تصفيات كأس الأمم الأفريقية 2021 | [ 228 ]         |
| 46 | 15 يناير 2022  | ملعب رومدي أدجيا، غاروا، الكاميرون       | 77  | غينيا بيساو                 | 1–0   | 1–0          | كأس الأمم الأفريقية 2021        | [ 229 ]         |
| 47 | 30 يناير 2022  | ملعب أحمدو أهيدجو، ياوندي، الكاميرون     | 80  | المغرب                      | 1–1   | 2–1 (ب.و.إ.) | كأس الأمم الأفريقية 2021        | [ 230 ] [ 231 ] |
| 48 | 23 سبتمبر 2022 | ستاد الإسكندرية، الإسكندرية، مصر         | 86  | النيجر                      | 1–0   | 3–0          | ودية                            | [ 232 ]         |
| 49 | 23 سبتمبر 2022 | ستاد الإسكندرية، الإسكندرية، مصر         | 86  | النيجر                      | 3–0   | 3–0          | ودية                            | [ 232 ]         |
| 50 | 24 مارس 2023   | ملعب 30 يونيو، القاهرة، مصر              | 88  | مالاوي                      | 1–0   | 2–0          | تصفيات كأس الأمم الأفريقية 2023 | [ 233 ]         |
| 51 | 28 مارس 2023   | ملعب بينجو الوطني، ليلونجوي مالاوي       | 89  | مالاوي                      | 3–0   | 4–0          | تصفيات كأس الأمم الأفريقية 2023 | [ 234 ]         |
| 52 | 26 نوفمبر 2023 | إستاد القاهرة الدولي، القاهرة مصر        | 93  | جيبوتي                      | 1–0   | 6–0          | تصفيات كأس العالم 2026          |                 |
| 53 | 26 نوفمبر 2023 | إستاد القاهرة الدولي، القاهرة مصر        | 93  | جيبوتي                      | 2–0   | 6–0          | تصفيات كأس العالم 2026          |                 |
| 54 | 26 نوفمبر 2023 | إستاد القاهرة الدولي، القاهرة مصر        | 93  | جيبوتي                      | 3–0   | 6–0          | تصفيات كأس العالم 2026          |                 |
| 55 | 26 نوفمبر 2023 | إستاد القاهرة الدولي، القاهرة مصر        | 93  | جيبوتي                      | 4–0   | 6–0          | تصفيات كأس العالم 2026          |                 |
| 56 | 24 يناير 2024  |                                          | 96  | موزمبيق                     | 2–2   | 2–2          | كأس الأمم الإفريقية 2023        |                 |
| 57 | 10 يونيو 2024  |                                          | 99  | غينيا بيساو                 | 1–1   | 1–1          | تصفيات كأس العالم 2026          |                 |
| 58 | 10 سبتمبر 2024 |                                          | 101 | بوتسوانا                    | 3–0   | 4–0          | تصفيات كأس الأمم الإفريقية 2025 |                 |
| 59 | 11 أكتوبر 2024 |                                          | 102 | موريتانيا                   | 2–0   | 2–0          | تصفيات كأس الأمم الإفريقية 2025 |                 |
| 60 | 21 مارس 2025   |                                          | 103 | إثيوبيا                     | 1–0   | 2–0          | تصفيات كأس العالم 2026          |                 |

## الإنجازات

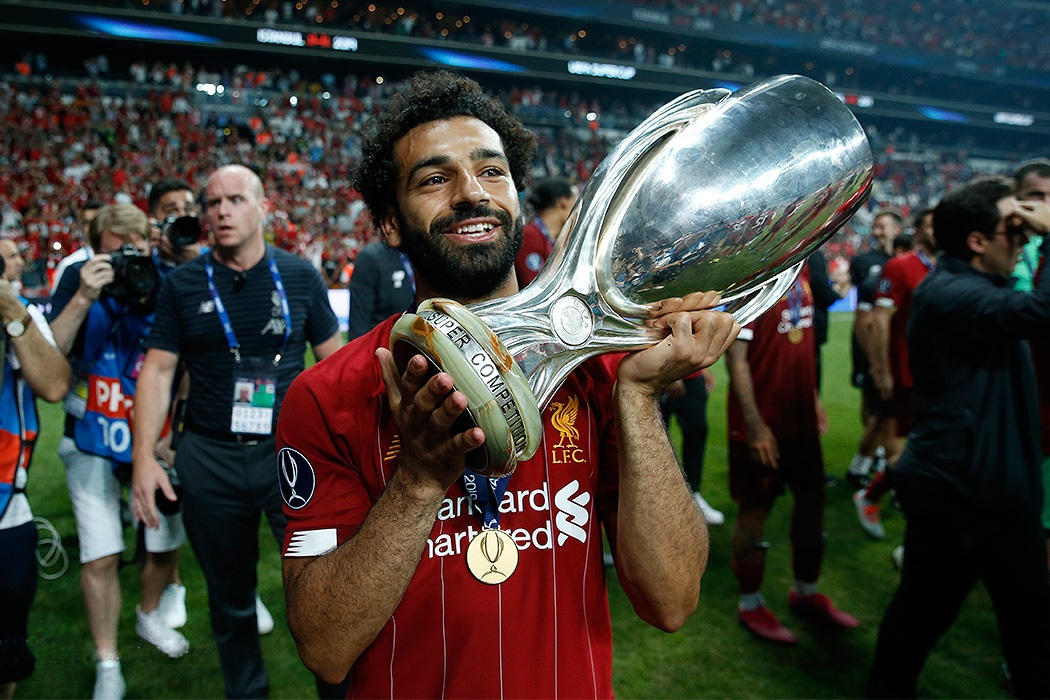
محمد صلاح وهو يحمل كأس السوبر الأوروبي في 2019.

### النادي
بازل
- دوري السوبر السويسري: 2012–13، 2013–14.[45]

 ليفربول
- الدوري الإنجليزي الممتاز: 2019–20،[235] 2024–25.[236]
- كأس الاتحاد الإنجليزي: 2021–22.[237]
- كأس رابطة الأندية الإنجليزية المحترفة: 2021–22، 2023–24.[238]
- درع الاتحاد الإنجليزي: 2022.
- دوري أبطال أوروبا: 2018–19؛[239] الوصيف: 2017–18،[240]2021–22.[241]
- كأس السوبر الأوروبي: 2019.[133]
- كأس العالم للأندية: 2019.[133]

### المنتخب
مصر تحت 20
- كأس الأمم الأفريقية تحت 20 سنة المركز الثالث: 2011.[242][243]

 مصر
- كأس الأمم الأفريقية الوصيف: 2017[244]، 2021.[245]

### الفردية
- جائزة أفضل لاعب صاعد في أفريقيا: 2012.[246]
- جائزة أفضل لاعب في دوري السوبر السويسري: 2013.[247]
- جائزة هداف تصفيات أفريقيا لكأس العالم 2014: 6 أهداف (بالمشاركة مع أسامواه جيان ومحمد أبو تريكة).[36]
- جائزة لاعب الموسم في نادي روما: 2015–16.[248]
- جائزة صحيفة الهداف لأفضل لاعب عربي: 2013،[249] 2017، 2018.[250]
- جائزة أفضل لاعب عربي من غلوب سوكر: 2016.[251][252]
- تشكيلة العام من الكاف: 2017،[37] 2018،[253] 2019،[254] 2023.[255]
- كأس الأمم الأفريقية (فريق البطولة): 2017[39]، 2021.[256]
- جائزة الأسد الذهبي لأفضل لاعب في أفريقيا: 2017.[257][258]
- جائزة بي بي سي لأفضل لاعب كرة قدم أفريقي: 2017[15]، 2018.[16]
- جائزة أفضل لاعب أفريقي خلال العام: 2017[13] 2018.[14]
- جائزة لاعب الشهر في الدوري الإنجليزي الممتاز (رابطة اللاعبين المحترفين): نوفمبر 2017،[259] ديسمبر 2017،[260] فبراير 2018،[261] مارس 2018،[262] ديسمبر 2018،[263] يناير 2019،[264] أبريل 2019،[265] سبتمبر 2021،[266] أكتوبر 2021،[267] فبراير 2022،[268] سبتمبر 2023،[269]
- جائزة لاعب الشهر في الدوري الإنجليزي الممتاز (إي أيه سبورتس): نوفمبر 2017،[270] فبراير 2018،[271] مارس 2018،[272]أكتوبر 2021،[273] أكتوبر 2023، نوفمبر 2024، فبراير 2025.
- جائزة أفضل لاعب عربي من موقع جول النسخة العربية: 2017،[274] 2018،[275] 2019،[276] 2020،[277] 2021.[278]
- جائزة أفضل لاعب في إنجلترا: 2017–18.[279]
- جائزة أفضل لاعب في إنجلترا من اتحاد كتاب كرة القدم: 2017–18،[280][281] 2021–22.[282]
- جائزة الحذاء الذهبي في الدوري الإنجليزي الممتاز: 2017–18، 2018–19 (مناصفة)، 2021–22 (مناصفة).[283]
- أفضل ممرر في الدوري الإنجليزي الممتاز: 2021–22.[235]
- جائزة هدف الموسم في الدوري الإنجليزي الممتاز: 2021–22.[235]
- جائزة لاعب الأسبوع في دوري أبطال أوروبا: 15 سبتمبر 2017،[284] 20 أكتوبر 2017،[285] 6 أبريل 2018،[286] 27 أبريل 2018.[287]
- جائزة هدف الأسبوع في دوري أبطال أوروبا: 16 أبريل 2018،[288] 7 مايو 2018.[289]
- جائزة لاعب الشهر «POTM» في نادي ليفربول: أغسطس 2017،[290] سبتمبر 2017،[291] نوفمبر 2017،[292] ديسمبر 2017،[293] فبراير 2018،[294] مارس 2018،[295] أبريل 2018.[296]
- جائزة هدف الشهر «GOTM» في نادي ليفربول: أغسطس 2017،[297] سبتمبر 2017،[298] نوفمبر 2017،[299] ديسمبر 2017،[300] فبراير 2018،[301] أبريل 2018.[302]
- جائزة BristolStMotors المقدمة من رابطة اللاعبين المحترفين الإنجليزية، بتصويت الجماهير مايو 2018.[303][304]
- جائزة لاعب الموسم في الدوري الإنجليزي الممتاز: 2017–18.[305]
- جائزة لاعب الموسم في ليفربول،، بتصويت الجماهير: 2017–18،[306] 2020–21،[307] 2021–22.
- جائزة أفضل لاعب في ليفربول: 2017–18،[306] 2020–21.[307] 2021–22.
- جائزة أفضل لاعب في الموسم بالدوري الإنجليزي الممتاز المقدمة من رابطة اللاعبين المحترفين، بتصويت الجماهير: 2017–18،[308] 2020–21.[309]
- جائزة الاتحاد الأوروبي لكرة القدم: (فريق الموسم) 2017–18.[310]
- جائزة وسائل الإعلام الرياضية الأوروبية: 2017–18.[311]
- جائزة أونز الذهبية: 2017–18.
- جوائز الفيفا للأفضل كرويا: (المركز الثالث) 2018،[312] 2021.[313]
- الفريق المثالي الأفضل في إفريقيا: 2017،[314] 2018.[315]
- قائمة الـ 100 شخصية الأكثر تأثيرا في أفريقيا حسب مجلة نيو أفريكان: 2018.[316]
- المواطن الفخري لجمهورية الشيشان: 2018.[317]
- جائزة أفضل لاعب في أوروبا:  (المركز الثالث) 2017–18.[318]
- جائزة بوشكاش لأفضل هدف: 2018.[319]
- فيفبرو التشكيلة الثانية: 2018.[320]
- جائزة قول 50: (المركز الثالث) 2018.[321]
- الكرة الذهبية في كأس العالم للأندية: 2019.[322]
- جائزة لاعب العام من اتحاد مشجعي كرة القدم: 2018،[323] 2021.[324]
- جائزة الكرة الذهبية: (المركز السادس) 2018.[325]
- تايم 100: 2019.[326]
- هدف الموسم في ليفربول: 2018–19 (ضد نادي تشيلسي)،[327]2021–22 (ضد نادي مانشستر سيتي).[328]
- جائزة رجل العام من نسخة الشرق الأوسط لمجلة جي كيو: 2019.[329]
- جائزة لاعب العام المقدمة من قبل مشجعي كرة القدم:2020، 2021.[330][331][332][333]
- جزء من التشكيل المثالي الأفريقي المقدمة من الاتحاد الدولي لتاريخ وإحصاءات كرة القدم: 2020، 2021.[334][335]
- جزء من التشكيل المثالي الأفريقي لعقد 2011–2020 المقدمة من الاتحاد الدولي لتاريخ وإحصاءات كرة القدم.[336]
- جائزة لوريوس العالمية للإلهام الرياضي: 2021.[337]
- جائزة القدم الذهبية: 2021.[338]
- جائزة أفضل لاعب في قارة أفريقيا المقدمة من الاتحاد الدولي لتاريخ وإحصاءات كرة القدم: 2021.[339]
- جائزة أفضل لاعب في الدوري الإنجليزي الممتاز المقدمة من بي بي سي: 2021.[340]

## الأرقام القياسية

#### أوروبا
- أسرع ثلاثية (هاتريك) في مباراة بدوري أبطال أوروبا: 6 دقائق و12 ثانية ضد رينجرز، 12 أكتوبر 2022.[341]
- أكبر عدد من الأهداف في دوري أبطال أوروبا لنادٍ إنجليزي: 41 هدفاً لليفربول.[342]
- أسرع ثلاثية في دوري أبطال أوروبا لبديل: 13 دقيقة ضد رينجرز، 12 أكتوبر 2022.[343]
- أكبر عدد من الأهداف المسجلة في مسابقات الأندية الأوروبية بواسطة لاعب أفريقي: 53 هدفاً.[344]
- أقل عدد من اللمسات على الإطلاق لتسجيل ثلاثية في مباراة في دوري أبطال أوروبا: 9 لمسات.[343]
- أفضل هداف أفريقي على الإطلاق في تاريخ دوري أبطال أوروبا: 44 هدفًا.[345]

إنجلترا
- أكثر من سجل أهداف في موسم واحد في الدوري الإنجليزي (38 جولة): 32 هدف في 2017–18.[346]
- أكثر من سجل في مباريات مختلفة بموسم واحد في الدوري الإنجليزي: 24 مباراة مختلفة في 2017–18.[347]
- أكثر لاعب أفريقي سجل أهداف في موسم واحد في الدوري الإنجليزي: 32 هدف في 2017–18.[348]
- أكثر من فاز بجائزة لاعب الشهر في الدوري الإنجليزي في موسم واحد: 3 مرات (نوفمبر 2017، فبراير 2018 ومارس 2018).[349][350][351]
- أكثر من سجل أهداف بالقدم اليسرى في موسم واحد في الدوري الإنجليزي: 25 هدف في 2017–18.[352]
- أكثر لاعب سجل في فرق مختلفة في موسم واحد في الدوري الإنجليزي: 17 فريق (بالتشارك مع إيان رايت وروبين فان بيرسي).[353]
- أول لاعب يسجل أهداف أكثر من ثلاثة فرق بالدوري الإنجليزي: وست بروميتش (31) وسوانزي سيتي (28) وهدرسفيلد تاون (28) في 2017–18.[354]
- أول لاعب في تاريخ الدوري الإنجليزي يسجل في افتتاحية خمسة مواسم متتالية (2017–18 إلى 2020–21).[355]
- اللاعب الأفريقي الأعلى تسجيلاً للأهداف في تاريخ الدوري الإنجليزي: 131 هدفًا.[356]

ليفربول
- أكثر لاعب سجل أهداف في أول موسم له: 44 هدف في 2017–18.[357]
- أكثر لاعب سجل أهداف في موسم واحد في البطولات الأوروبية: 11 هدف في 2017–18 (بالتشارك مع روبرتو فيرمينو).[358]
- أكثر لاعب سجل أهداف في موسم واحد في عصر الدوري الإنجليزي الممتاز: 44 هدف في 2017–18.[352]
- أكثر لاعب سجل في مباريات منفصلة في موسم واحد: 34 مباراة في موسم 2017–18.[359]
- أكثر لاعب سجل أهداف في موسم واحد: 32 هدف في الدوري الإنجليزي الممتاز 2017–18 (بالتشارك مع إيان راش).[360]
- أكثر لاعب حقق جائزة أفضل لاعب في ليفربول خلال موسم واحد: 7 أشهر في 2017–18.[354]
- أسرع لاعب يسجل 50 هدف مع ليفربول: خلال 65 مباراة في 2018–19.[361]
- أسرع لاعب يسجل 50 هدف مع ليفربول في الدوري الإنجليزي: خلال 69 مباراة في 2018–19.[362]
- أكثر من سجل في أول 100 مباراة في كل المسابقات مع ليفربول عبر التاريخ: 69 هدف.[363]
- أكثر من سجل في أول 100 مباراة بالدوري الإنجليزي في تاريخ ليفربول: 70 هدفاً[364]
- الهداف التاريخي لليفربول في دوري أبطال أوروبا 34 هدفاً.[365]
- أول لاعب في ليفربول يسجل 20 هدفاً على الأقل في أربعة مواسم مختلفة من الدوري الإنجليزي الممتاز: 2017–18، 2018–19، 2020–21، 2021–22.[366]
- أسرع لاعب يسجل الهدف رقم 100 في تاريخ ليفربول: 151 مباراة.[367]
- أكثر لاعب سجل أهداف في عدد من المباريات المتتالية: 10 مباريات في 2021–22.[356]

مصر
- أكثر لاعب تسجيلاً للأهداف مع مصر في كأس العالم: هدفين في كأس العالم 2018 (بالتشارك مع عبد الرحمن فوزي؛ هدفان في كأس العالم 1934).
- أفضل هداف في تاريخ مصر في تصفيات كأس الأمم الأفريقية: 14 هدف.[368]
- ثاني هدافي مصر عبر التاريخ: 60 هدف (خلف حسام حسن 69 هدف).[369]

إيطاليا
- أكثر لاعب مصري تسجيلاً للأهداف في تاريخ الدوري الإيطالي: 35 هدف في 81 مباراة[370]

## وصلات خارجية
- محمد صلاح على موقع الاتحاد الدولي (مؤرشف)  (الإنجليزية)
- محمد صلاح على موقع الاتحاد الأوربي (الإنجليزية)
- محمد صلاح على موقع إي إس بي إن إف سي (الإنجليزية)
- محمد صلاح على موقع قاعدة بيانات كرة القدم.إي يو (الإنجليزية)
- محمد صلاح على موقع ليكيب (الفرنسية)
- محمد صلاح على موقع ناشيونال فوتبول تيمز (الإنجليزية)
- محمد صلاح على موقع Soccerbase.com (لاعب) (الإنجليزية)
- محمد صلاح على موقع Soccerway.com (الإنجليزية)
- محمد صلاح على موقع عالم كرة القدم.نت (الإنجليزية)
- محمد صلاح على موقع أوليمبيديا (الإنجليزية)